# Liste der Lebensmittelzusatzstoffe
In der Liste der Lebensmittelzusatzstoffe sind Lebensmittelzusatzstoffe aufgeführt, die in der Europäischen Union, gemäß Anhangs  II der Verordnung (EG) Nr. 1333/2008 (Stand August 2021) sowie in der Schweiz, gemäß der Zusatzstoffverordnung (ZuV) (Stand: Juli 2020) verwendet werden dürfen. Des Weiteren sind in der Tabelle die Lebensmittelzusatzstoffe aufgeführt, die eine INS-Nummer der FAO erhalten haben.
Neben den in dieser Tabelle aufgeführten zulässigen Zusatzstoffen dürfen in der EU weitere Substanzen, wie etwa Vitamine und Mineralstoffe, die in den Anhängen I und II der Verordnung (EG) Nr. 1925/2006 (Anreicherungsverordnung) aufgeführt sind, Lebensmittelenzyme (s. Verordnung (EG) Nr. 1332/2008), Aromen und bestimmte Lebensmittelzutaten mit Aromaeigenschaften (s. Verordnung (EG) Nr. 1334/2008) sowie Zusatzstoffe zu Wein (s. Anhang I der Verordnung (EU) 2019/934) in Lebensmitteln verwendet werden.

## Liste der Zusatzstoffe mit E-Nummer und/oder INS
Diese Tabelle enthält alle Stoffe, denen von der EU offiziell eine E-Nummer oder von der FAO eine INS-Nummer als Lebensmittelzusatzstoff zugeordnet wurden. Wird bei einem Lebensmittelzusatzstoff eine Nummer ohne führendes E angegeben, handelt es sich dabei in der Regel um eine INS-Nummer. Teilweise werden in der Literatur Lebensmittelzusatzstoffen mit INS-Nummer fälschlicherweise in der Literatur ein E vorangestellt, obwohl dem Stoff offiziell nie eine E-Nummer zugewiesen wurde.

Spaltenbeschriftungen

E-Nummer und Stoffname wie sie im Anhang II, Teil B der Verordnung (EG) Nr. 1333/2008 angegeben sind. Durchgestrichene E-Nummern/Stoffe sind in der EU und der Schweiz nicht mehr zugelassen. Umfasst die E-Nummer eine Stoffgruppe, so sind die Stoffnamen zusätzlich mit (G) gekennzeichnet. Andernfalls gilt eine E-Nummer nur für den namentlich genannten Stoff.

INS Nummer nach den International Numbering System der FAO. In den meisten Fällen sind E-Nummern und INS Nummern identisch. Es existieren aber auch Fälle, bei denen eine Substanz unterschiedliche E- und INS-Nummern haben oder derselben E-Nummer/INS-Nummer unterschiedlichen Substanzen zugeordnet sind.

Klasse Die Funktionsklassen wie sie in der EU/Schweiz und der FAO verwendet werden. Die verwendeten Abkürzungen finden sich im Anhang der Tabelle.

ADI-Wert: Der ADI-Wert (englisch Acceptable Daily Intake ‚erlaubte Tagesdosis‘, ETD), beschreibt die täglich tolerierbare Aufnahmemenge von Nahrungsmittelzusatzstoffen für den menschlichen Körper in Milligramm pro Kilogramm Körpergewicht (mg/kg) und gibt die Menge an, die über die gesamte Lebenszeit täglich gegessen werden kann, ohne dass dadurch gesundheitliche Gefahren zu erwarten wären.
| E-Nr.    | INS      | Klasse                                                                                              | Stoffname | Bemerkungen | ADI mg/kg Körpergewicht                                                 |
| -------- | -------- | --------------------------------------------------------------------------------------------------- | --- | --- | ----------------------------------------------------------------------- |
| E 100    | 100      | Farb.                                                                                               | Curcumin | Naturfarbstoff, orangegelb | 3                                                                       |
| E 101    | 101      | Farb. (Vit.)                                                                                        | Riboflavine (G): i) Riboflavin ii) Riboflavin-5-phosphat | Vitamin B2, kommt in der Milch vor, gelb. | nicht festgelegt                                                        |
| E 102    | 102      | Farb.                                                                                               | Tartrazin | Synthetischer Azofarbstoff, gelb Lebensmittel, die Tartrazin enthalten, müssen seit dem 20. Januar 2010 den Hinweis auf dem Etikett tragen: Kann Aktivität und Aufmerksamkeit bei Kindern beeinträchtigen. | 10                                                                      |
| E 103    | -        | Farb.                                                                                               | Acid Orange 6 | In der EU und der Schweiz nicht zugelassen. |                                                                         |
| -        | 103      | Farb.                                                                                               | Alkanet | keine E-Nummer. In der EU und der Schweiz nicht zugelassen. |                                                                         |
| E 104    | 104      | Farb.                                                                                               | Chinolingelb | Synthetischer Farbstoff, grüngelb EU: Lebensmittel, die Chinolingelb enthalten, müssen seit dem 20. Januar 2010 den Hinweis auf dem Etikett tragen: Kann Aktivität und Aufmerksamkeit bei Kindern beeinträchtigen. | 0,5                                                                     |
| E 105    | -        | Farb.                                                                                               | Acid Yellow 9 (Echtgelb) | In der EU und der Schweiz nicht zugelassen. |                                                                         |
| -        | 105      | Farb.                                                                                               | Carthamus yellow | Keine E-Nummer, in der EU und der Schweiz nicht zugelassen. |                                                                         |
| -        | 107      | Farb.                                                                                               | Acid Yellow 17 | Keine E-Nummer, in der EU und der Schweiz nicht zugelassen. |                                                                         |
| E 110    | 110      | Farb.                                                                                               | Gelborange S (Sunsetgelb FCF) | Synthetischer Azofarbstoff, gelb-orange EU: Lebensmittel, die E 110 enthalten, müssen seit dem 20. Januar 2010 den Hinweis auf dem Etikett tragen: Kann Aktivität und Aufmerksamkeit bei Kindern beeinträchtigen. | 4                                                                       |
| E 111    | -        | Farb.                                                                                               | Orange GGN | In der EU und der Schweiz nicht zugelassen. |                                                                         |
| E 120    | 120      | Farb.                                                                                               | Echtes Karmin | Naturfarbstoff, leicht bis leuchtend rot, wird aus Schildläusen hergestellt | 5                                                                       |
| E 121    | 182      | Farb.                                                                                               | Orcein | In der EU und der Schweiz nicht zugelassen. |                                                                         |
| -        | 121      | Farb.                                                                                               | Citrus Red 2 | Keine E-Nummer, in der EU und der Schweiz nicht zugelassen. |                                                                         |
| E 122    | 122      | Farb.                                                                                               | Azorubin | Synthetischer Azofarbstoff, rot Lebensmittel, die Azorubin enthalten, müssen seit dem 20. Januar 2010 den Hinweis auf dem Etikett tragen: Kann Aktivität und Aufmerksamkeit bei Kindern beeinträchtigen. | 4                                                                       |
| E 123    | 123      | Farb.                                                                                               | Amaranth | Synthetischer Azofarbstoff, rot | 0,8                                                                     |
| E 124    | 124      | Farb.                                                                                               | Cochenillerot A | Synthetischer Azofarbstoff, rot EU: Lebensmittel, die Cochenillerot A enthalten, müssen seit dem 20. Januar 2010 den Hinweis auf dem Etikett tragen: Kann Aktivität und Aufmerksamkeit bei Kindern beeinträchtigen. | 0,7                                                                     |
| E 125    | -        | Farb.                                                                                               | Food Red 2 (Scharlach GN) | In der EU und der Schweiz nicht zugelassen. |                                                                         |
| -        | 125      | Farb.                                                                                               | Ponceau SX (C.I. Food Red 1) | Keine E-Nummer, in der EU und der Schweiz nicht zugelassen. |                                                                         |
| E 126    | -        | Farb.                                                                                               | Ponceau 6R | In der EU und der Schweiz nicht zugelassen. |                                                                         |
| E 127    | -        | Farb.                                                                                               | Erythrosin | Synthetischer Farbstoff, rot | 0,1                                                                     |
| E 128    |          | Farb.                                                                                               | Acid Red 1 | In der EU und der Schweiz nicht zugelassen. |                                                                         |
| E 129    | 129      | Farb.                                                                                               | Allurarot AC | Synthetischer Farbstoff, rot Lebensmittel, die E 129 enthalten, müssen seit dem 20. Januar 2010 den Hinweis auf dem Etikett tragen: Kann Aktivität und Aufmerksamkeit bei Kindern beeinträchtigen. | 7                                                                       |
| E 130    | -        | Farb.                                                                                               | Anthrachinonblau | Indanthrenblau RS, in der EU und der Schweiz nicht zugelassen. |                                                                         |
| -        | 130      | Farb.                                                                                               | Manascorubin | Keine E-Nummer, in der EU und der Schweiz nicht zugelassen. |                                                                         |
| E 131    | 131      | Farb.                                                                                               | Patentblau V | Synthetischer Triphenylmethanfarbstoff, hellblau | 15                                                                      |
| E 132    | 132      | Farb.                                                                                               | Indigotin I | Natürlicher, doch leicht veränderter Farbstoff, dunkelblau | 5                                                                       |
| E 133    | 133      | Farb.                                                                                               | Brillantblau FCF | Synthetischer Farbstoff, hellblau | 18                                                                      |
| -        | 134      | Farb.                                                                                               | Spirulinaextrakt | Keine E-Nummer, in der EU und der Schweiz nicht zugelassen. |                                                                         |
| E 140    | 140      | Farb.                                                                                               | Chlorophyll und Chlorophylline (G) | Blattgrün (Naturfarbstoff) | nicht festgelegt                                                        |
| E 141    | 141      | Farb.                                                                                               | Kupferhaltige Komplexe der Chlorophylle und Chlorophylline (G): i) kupferhaltige Komplexe der Chlorophylle ii) kupferhaltige Komplexe der Chlorophylline                                                | Kupferchlorophylle, Kupferverbindung des Blattgrüns, stabiler als E 140. | 15                                                                      |
| E 142    | 142      | Farb.                                                                                               | Grün S | Synthetischer Triphenylmethanfarbstoff | 5                                                                       |
| -        | 143      | Farb.                                                                                               | Fast Green FCF | Keine E-Nummer, in der EU und der Schweiz nicht zugelassen. |                                                                         |
| E 150a   | 150a     | Farb.                                                                                               | Einfaches Zuckerkulör | | 300                                                                     |
| E 150b   | 150b     | Farb.                                                                                               | Sulfitlaugen-Zuckerkulör | gebrannter Zucker, Karamell, braun. | 300                                                                     |
| E 150c   | 150c     | Farb.                                                                                               | Ammoniak-Zuckerkulör | gebrannter Zucker, Karamell, braun. | 300                                                                     |
| E 150d   | 150d     | Farb.                                                                                               | Ammonsulfit-Zuckerkulör | gebrannter Zucker, Karamell, braun. | 300                                                                     |
| E 151    | 151      | Farb.                                                                                               | Brillantschwarz BN | Synthetischer Azofarbstoff. Im Zuge der Neubewertung von E 151 im Jahr 2010 sah die EFSA keinen Anlass, etwas an der Bewertung oder der Zulassung von Brillantschwarz zu ändern. | 5                                                                       |
| E 152    | -        | Farb.                                                                                               | Schwarz 7984 | Synthetischer Azofarbstoff. In der EU und der Schweiz nicht zugelassen. |                                                                         |
| -        | 152      | Farb.                                                                                               | Carbon Black | Keine E-Nummer, in der EU und der Schweiz nicht zugelassen. |                                                                         |
| E 153    | 153      | Farb.                                                                                               | Pflanzenkohle | Holzkohle, schwarz | nicht festgelegt                                                        |
| E 154    | 154      | Farb.                                                                                               | Braun FK | Synthetischer Farbstoff. EU: Braun FK war ausschließlich für „Kipper“, eine britische Räucherherings-Spezialität, zugelassen. Im Zuge der Neubewertung von E 154 im Jahr 2011 wurde entschieden, dass es aufgrund fehlender Daten nicht mehr verwendet werden soll. Schweiz: Nicht zugelassen. | 0,15                                                                    |
| E 155    | 155      | Farb.                                                                                               | Braun HT | Synthetischer Farbstoff für Süßwaren | 3                                                                       |
| E 160a   | 160a     | Farb.                                                                                               | Carotin i) Gemischte Carotine ii) Beta-Carotin | Pro-Vitamin A, orangegelb natürlich naturidentisch hergestellt. | 5 zus. mit E 160e und E 160f                                            |
| E 160b   | 160b     | Farb.                                                                                               | i) Annatto Bixin ii) Annatto Norbixin | Naturfarbstoff aus Pflanzensamen, gelb bis orange | 6 (Bixin), 0.3 (Norbixin)                                               |
| E 160c   | 160c     | Farb.                                                                                               | Paprikaextrakt (Capsanthin, Capsorubin) | Naturfarbstoff aus Paprika, orangerot | 24                                                                      |
| E 160d   | 160d     | Farb.                                                                                               | Lycopin | Naturfarbstoff aus Tomaten und anderen roten Obst- und Gemüsesorten, wie Möhren, Hagebutten, Wassermelonen und Papayas | 0,5                                                                     |
| E 160e   | 160e     | Farb.                                                                                               | Beta-apo-8-Carotinal | Naturidentisch hergestellt, orangerot | 5 zus. mit E 160a(ii) und E 160f                                        |
| E 160f   | 160f     | Farb.                                                                                               | Beta-apo-8-Carotinsäureethylester (C 30) | Ester von E 160e, orangerot bis gelb. Vitaminwirksam. Kommt natürlicherweise in Gemüse, Zitrusfrüchten und Gras vor. In der EU und der Schweiz nicht zugelassen. | 5 zus. mit E 160a(ii) und E 160e                                        |
| E 161a   | 161a     | Farb.                                                                                               | Flavoxanthin | In der EU und der Schweiz nicht zugelassen. |                                                                         |
| E 161b   | 161b     | Farb. (Vit.)                                                                                        | Lutein | Gelber Blütenfarbstoff aus der Gruppe der Xanthophylle. Kommt in grünen Pflanzen und Tagetesblüten vor. Verwendung für Süß- und Backwaren sowie Getränke (max. 500 mg/kg). | 2,0                                                                     |
| E 161c   | 161c     | Farb.                                                                                               | Kryptoxanthin | In der EU und der Schweiz nicht zugelassen. |                                                                         |
| E 161d   | 161d     | Farb.                                                                                               | Rubixanthin | In der EU und der Schweiz nicht zugelassen. |                                                                         |
| E 161e   | 161e     | Farb.                                                                                               | Violaxanthin | In der EU und der Schweiz nicht zugelassen. |                                                                         |
| E 161f   | 161f     | Farb.                                                                                               | Rhodoxanthin | In der EU und der Schweiz nicht zugelassen. |                                                                         |
| E 161g   | 161g     | Farb.                                                                                               | Canthaxanthin | Naturidentisch hergestellt, orangerot EU: Canthaxanthin ist ausschließlich für die französische Wurstsorte Saucisses de Strasbourg (max. 15 mg/kg) zugelassen. Schweiz: Nicht zugelassen. | 0,03                                                                    |
| (E 161h) | 161h     | Farb.                                                                                               | Zeaxanthine | In der EU nur als Futtermittelzusatzstoff zugelassen, in der Schweiz nicht zugelassen. |                                                                         |
| E 162    | 162      | Farb.                                                                                               | Betanin (Betenrot) | Aus Roten Beten gewonnen, rotviolett | nicht festgelegt                                                        |
| E 163    | 163      | Farb.                                                                                               | Anthocyane (G) | Aus Rotwein-Trestern gewonnen: rot, blau und braun | nicht festgelegt                                                        |
| -        | 164      | Farb.                                                                                               | Gardeniengelb | Keine E-Nummer, in der EU und der Schweiz nicht zugelassen. |                                                                         |
| -        | 165      | Farb.                                                                                               | Gardenienblau | Keine E-Nummer, in der EU und der Schweiz nicht zugelassen. |                                                                         |
| -        | 166      | Farb.                                                                                               | Sandelholz | Keine E-Nummer, in der EU und der Schweiz nicht zugelassen. |                                                                         |
| E 170    | 170      | Farb., Fest., Säu-Reg., Stab., Mehl., Trenn. (Min.)                                                 | i.) Calciumcarbonat | Mineralstoff, Kreide, Kalk, weiß. | nicht festgelegt                                                        |
| -        | 170      | Farb., Fest., Säu-Reg., Stab., Mehl., Trenn. (Min.)                                                 | ii.) Calciumhydrogencarbonat | Keine E-Nummer, in der EU und der Schweiz nicht zugelassen. |                                                                         |
| E 171    | 171      | Farb.                                                                                               | Titandioxid | Weißes Farbpigment. Mit jeweils 6 Monaten Übergangsfrist seit 7. Januar 2022 in der EU und 15. März 2022 in der Schweiz verboten. |                                                                         |
| E 172    | 172      | Farb.                                                                                               | Eisenoxide und -hydroxide (G) | Gelbe, rote und schwarze Farbpigmente | nicht festgelegt                                                        |
| E 173    | 173      | Farb.                                                                                               | Aluminium | Metall-Pigmente | 0,14                                                                    |
| E 174    | 174      | Farb.                                                                                               | Silber | Metall-Pigmente | nicht festgelegt                                                        |
| E 175    | 175      | Farb.                                                                                               | Gold | Metall-Pigmente | nicht festgelegt                                                        |
| -        | 176      | Farb.                                                                                               | Kaliumaluminiumsilicat-basiertes Perlmuttpigment | Keine E-Nummer, in der EU und der Schweiz nicht zugelassen. |                                                                         |
| E 180    | 180      | Farb.                                                                                               | Litholrubin BK | Rotes Farbpigment, nur für Käserinde | 1,5                                                                     |
| E 181    | -        | Farb.                                                                                               | gebrannte Schwarzerde | Färbung von Käserinden. In der EU und der Schweiz nicht zugelassen. |                                                                         |
| -        | 181      | Farb.                                                                                               | Tannine | Klärmittel für Getränke. Keine E-Nummer, in der EU und der Schweiz nicht zugelassen. |                                                                         |
| E 200    | 200      | Kons.                                                                                               | Sorbinsäure | Sorbinsäure, die natürlicherweise in den Früchten der Eberesche/Vogelbeere (Sorbus aucuparia) enthalten ist, hemmt das Wachstum von Hefen, Schimmelpilzen und einigen Bakterien. | 25 (Summe E 200, E 202 und E 203)                                       |
| E 201    | 201      | Kons.                                                                                               | Natriumsorbat | In der EU und der Schweiz nicht zugelassen. | 25 (Summe E 200, E 202 und E 203)                                       |
| E 202    | 202      | Kons.                                                                                               | Kaliumsorbat | Salze der Sorbinsäure E 200. Hemmen das Wachstum von Hefen, Schimmelpilzen und einigen Bakterien. | 25 (Summe E 200, E 202 und E 203)                                       |
| E 203    | 203      | Kons.                                                                                               | Calciumsorbat | In der EU nicht mehr zugelassen. |                                                                         |
| -        | 209      | Kons.                                                                                               | 4-Hydroxybenzoesäureheptylester | Keine E-Nummer, in der EU und der Schweiz nicht zugelassen. |                                                                         |
| E 210    | 210      | Kons.                                                                                               | Benzoesäure | Benzoesäure ist als organische Säure in Preiselbeeren, Heidelbeeren und vielen anderen Früchten enthalten. Sie hemmt in sauren Lebensmitteln das Wachstum von Hefen und Bakterien. | 5 (Summe E 210, E 211, E 212 und E 213)                                 |
| E 211    | 211      | Kons.                                                                                               | Natriumbenzoat | Salze der Benzoesäure E 210 | 5 (Summe E 210, E 211, E 212 und E 213)                                 |
| E 212    | 212      | Kons.                                                                                               | Kaliumbenzoat | Salze der Benzoesäure E 210 | 5 (Summe E 210, E 211, E 212 und E 213)                                 |
| E 213    | 213      | Kons.                                                                                               | Calciumbenzoat | Salze der Benzoesäure E 210 | 5 (Summe E 210, E 211, E 212 und E 213)                                 |
| E 214    | 214      | Kons.                                                                                               | 4-Hydroxybenzoesäureethylester | Ester der Para-Hydroxybenzoesäure sowie deren Natriumsalze hemmen das Wachstum von Hefen und Schimmel. EU: Seit 2006 sind E 216 und E 217 nicht mehr in der EU als Lebensmittelzusatzstoffe zugelassen. Schweiz: E 216 und E 217 sind nicht zugelassen. | 10 (Summe PHB-Methyl- und Ethylester)                                   |
| E 215    | 215      | Kons.                                                                                               | Natrium-4-hydroxybenzoesäureethylester | Ester der Para-Hydroxybenzoesäure sowie deren Natriumsalze hemmen das Wachstum von Hefen und Schimmel. EU: Seit 2006 sind E 216 und E 217 nicht mehr in der EU als Lebensmittelzusatzstoffe zugelassen. Schweiz: E 216 und E 217 sind nicht zugelassen. | 10 (Summe PHB-Methyl- und Ethylester)                                   |
| E 216    | 216      | Kons.                                                                                               | 4-Hydroxybenzoesäurepropylester | Ester der Para-Hydroxybenzoesäure sowie deren Natriumsalze hemmen das Wachstum von Hefen und Schimmel. EU: Seit 2006 sind E 216 und E 217 nicht mehr in der EU als Lebensmittelzusatzstoffe zugelassen. Schweiz: E 216 und E 217 sind nicht zugelassen. | 10 (Summe PHB-Methyl- und Ethylester)                                   |
| E 217    | 217      | Kons.                                                                                               | Natrium-4-hydroxybenzoesäurepropylester | Ester der Para-Hydroxybenzoesäure sowie deren Natriumsalze hemmen das Wachstum von Hefen und Schimmel. EU: Seit 2006 sind E 216 und E 217 nicht mehr in der EU als Lebensmittelzusatzstoffe zugelassen. Schweiz: E 216 und E 217 sind nicht zugelassen. | 10 (Summe PHB-Methyl- und Ethylester)                                   |
| E 218    | 218      | Kons.                                                                                               | 4-Hydroxybenzoesäuremethylester | Ester der Para-Hydroxybenzoesäure sowie deren Natriumsalze hemmen das Wachstum von Hefen und Schimmel. EU: Seit 2006 sind E 216 und E 217 nicht mehr in der EU als Lebensmittelzusatzstoffe zugelassen. Schweiz: E 216 und E 217 sind nicht zugelassen. | 10 (Summe PHB-Methyl- und Ethylester)                                   |
| E 219    | 219      | Kons.                                                                                               | Natrium-4-hydroxybenzoesäuremethylester | Ester der Para-Hydroxybenzoesäure sowie deren Natriumsalze hemmen das Wachstum von Hefen und Schimmel. EU: Seit 2006 sind E 216 und E 217 nicht mehr in der EU als Lebensmittelzusatzstoffe zugelassen. Schweiz: E 216 und E 217 sind nicht zugelassen. | 10 (Summe PHB-Methyl- und Ethylester)                                   |
| E 220    | 220      | Anti., Bleich., Farb-St., Kons., Mehl.                                                              | Schwefeldioxid / Schweflige Säure | Schweflige Säure und deren Salze wirken gegen Hefen, Pilze und Bakterien. Sie reagieren auf verschiedene Weise mit vielen Lebensmittelinhaltsstoffen und wirken beispielsweise dem Abbau von Farbstoffen, Vitaminen und Aromen durch Sauerstoffeinfluss entgegen. Thiamin wird durch Sulfite zerstört. E 225 in der EU und der Schweiz nicht zugelassen. | 0,7                                                                     |
| E 221    | 221      | Anti., Bleich., Farb-St., Kons., Mehl.                                                              | Natriumsulfit | Schweflige Säure und deren Salze wirken gegen Hefen, Pilze und Bakterien. Sie reagieren auf verschiedene Weise mit vielen Lebensmittelinhaltsstoffen und wirken beispielsweise dem Abbau von Farbstoffen, Vitaminen und Aromen durch Sauerstoffeinfluss entgegen. Thiamin wird durch Sulfite zerstört. E 225 in der EU und der Schweiz nicht zugelassen. | 0,7                                                                     |
| E 222    | 222      | Anti., Farb-St., Kons.                                                                              | Natriumhydrogensulfit | Schweflige Säure und deren Salze wirken gegen Hefen, Pilze und Bakterien. Sie reagieren auf verschiedene Weise mit vielen Lebensmittelinhaltsstoffen und wirken beispielsweise dem Abbau von Farbstoffen, Vitaminen und Aromen durch Sauerstoffeinfluss entgegen. Thiamin wird durch Sulfite zerstört. E 225 in der EU und der Schweiz nicht zugelassen. | 0,7                                                                     |
| E 223    | 223      | Anti., Bleich., Farb-St., Kons., Mehl.                                                              | Natriumdisulfit | Schweflige Säure und deren Salze wirken gegen Hefen, Pilze und Bakterien. Sie reagieren auf verschiedene Weise mit vielen Lebensmittelinhaltsstoffen und wirken beispielsweise dem Abbau von Farbstoffen, Vitaminen und Aromen durch Sauerstoffeinfluss entgegen. Thiamin wird durch Sulfite zerstört. E 225 in der EU und der Schweiz nicht zugelassen. | 0,7                                                                     |
| E 224    | 224      | Anti., Bleich., Farb-St., Kons., Mehl.                                                              | Kaliumdisulfit | Schweflige Säure und deren Salze wirken gegen Hefen, Pilze und Bakterien. Sie reagieren auf verschiedene Weise mit vielen Lebensmittelinhaltsstoffen und wirken beispielsweise dem Abbau von Farbstoffen, Vitaminen und Aromen durch Sauerstoffeinfluss entgegen. Thiamin wird durch Sulfite zerstört. E 225 in der EU und der Schweiz nicht zugelassen. | 0,7                                                                     |
| E 225    | -        | Kons.                                                                                               | Calciumdisulfit / Calciumpyrosulfit | Schweflige Säure und deren Salze wirken gegen Hefen, Pilze und Bakterien. Sie reagieren auf verschiedene Weise mit vielen Lebensmittelinhaltsstoffen und wirken beispielsweise dem Abbau von Farbstoffen, Vitaminen und Aromen durch Sauerstoffeinfluss entgegen. Thiamin wird durch Sulfite zerstört. E 225 in der EU und der Schweiz nicht zugelassen. | 0,7                                                                     |
| -        | 225      | Anti. Fatb-St., Kons.                                                                               | Kaliumsulfit | Schweflige Säure und deren Salze wirken gegen Hefen, Pilze und Bakterien. Sie reagieren auf verschiedene Weise mit vielen Lebensmittelinhaltsstoffen und wirken beispielsweise dem Abbau von Farbstoffen, Vitaminen und Aromen durch Sauerstoffeinfluss entgegen. Thiamin wird durch Sulfite zerstört. E 225 in der EU und der Schweiz nicht zugelassen. | 0,7                                                                     |
| E 226    | 226      | Anti., Farb-St., Kons.                                                                              | Calciumsulfit | Schweflige Säure und deren Salze wirken gegen Hefen, Pilze und Bakterien. Sie reagieren auf verschiedene Weise mit vielen Lebensmittelinhaltsstoffen und wirken beispielsweise dem Abbau von Farbstoffen, Vitaminen und Aromen durch Sauerstoffeinfluss entgegen. Thiamin wird durch Sulfite zerstört. E 225 in der EU und der Schweiz nicht zugelassen. | 0,7                                                                     |
| E 227    | 227      | Anti., Farb-St., Kons.                                                                              | Calciumhydrogensulfit | Schweflige Säure und deren Salze wirken gegen Hefen, Pilze und Bakterien. Sie reagieren auf verschiedene Weise mit vielen Lebensmittelinhaltsstoffen und wirken beispielsweise dem Abbau von Farbstoffen, Vitaminen und Aromen durch Sauerstoffeinfluss entgegen. Thiamin wird durch Sulfite zerstört. E 225 in der EU und der Schweiz nicht zugelassen. | 0,7                                                                     |
| E 228    | 228      | Anti., Farb-St., Kons.                                                                              | Kaliumhydrogensulfit | Schweflige Säure und deren Salze wirken gegen Hefen, Pilze und Bakterien. Sie reagieren auf verschiedene Weise mit vielen Lebensmittelinhaltsstoffen und wirken beispielsweise dem Abbau von Farbstoffen, Vitaminen und Aromen durch Sauerstoffeinfluss entgegen. Thiamin wird durch Sulfite zerstört. E 225 in der EU und der Schweiz nicht zugelassen. | 0,7                                                                     |
| E 230    | 230      | Kons.                                                                                               | Biphenyl | In der EU und der Schweiz nicht mehr zugelassen |                                                                         |
| E 231    | 231      | Kons.                                                                                               | Orthophenylphenol | EU: Ausschließlich zur Oberflächenbehandlung von Zitrusfrüchten (max. 12 mg/kg) zugelassen. Gemäß der Richtlinie 2003/114/EG gehört 2-Phenylphenol (Orthophenylphenol und Natriumorthophenylphenol) seit November 2014 nicht mehr zu den Lebensmittelzusatzstoffen, sondern wird den gesetzlichen Regelungen der Pflanzenschutzmittel unterworfen. Schweiz: Nicht zugelassen. |                                                                         |
| E 232    | 232      | Kons.                                                                                               | Natriumorthophenylphenol | EU: Ausschließlich zur Oberflächenbehandlung von Zitrusfrüchten (max. 12 mg/kg) zugelassen. Gemäß der Richtlinie 2003/114/EG gehört 2-Phenylphenol (Orthophenylphenol und Natriumorthophenylphenol) seit November 2014 nicht mehr zu den Lebensmittelzusatzstoffen, sondern wird den gesetzlichen Regelungen der Pflanzenschutzmittel unterworfen. Schweiz: Nicht zugelassen. |                                                                         |
| E 233    | 233      | Kons.                                                                                               | Thiabendazol | In der EU und der Schweiz nicht zugelassen. |                                                                         |
| E 234    | 234      | Kons.                                                                                               | Nisin | Natürlich vorkommendes Antibiotikum. Wirkt gegen die gefährlichen Clostridien und eine Reihe von Bakterien, die in der Milch- und Käseherstellung Fehlaromen hervorrufen können. | 0,13                                                                    |
| E 235    | 235      | Kons.                                                                                               | Natamycin | Ein von Schimmelpilzen gebildeter Wirkstoff, der antibiotisch auf Hefen und Schimmelpilze, nicht jedoch Bakterien wirkt. | 0,3                                                                     |
| E 236    | 236      | Kons.                                                                                               | Ameisensäure | EU: Ameisensäure sowie ihr Natrium- und Kaliumsalz sind in der EU nicht mehr als Lebensmittelzusatzstoffe zugelassen, werden jedoch weiterhin in Kosmetika und bei der Haltbarmachung von Tierfutter eingesetzt. Schweiz: Nicht zugelassen. |                                                                         |
| E 237    | 237      | Kons.                                                                                               | Natriumformiat | EU: Ameisensäure sowie ihr Natrium- und Kaliumsalz sind in der EU nicht mehr als Lebensmittelzusatzstoffe zugelassen, werden jedoch weiterhin in Kosmetika und bei der Haltbarmachung von Tierfutter eingesetzt. Schweiz: Nicht zugelassen. |                                                                         |
| E 238    | 238      | Kons.                                                                                               | Kaliumformiat | EU: Ameisensäure sowie ihr Natrium- und Kaliumsalz sind in der EU nicht mehr als Lebensmittelzusatzstoffe zugelassen, werden jedoch weiterhin in Kosmetika und bei der Haltbarmachung von Tierfutter eingesetzt. Schweiz: Nicht zugelassen. |                                                                         |
| E 239    | 239      | Kons.                                                                                               | Hexamethylentetramin | Wirkt gegen Bakterien, jedoch kaum gegen Hefen und Schimmel. Hexamethylentetramin ist ausschließlich für die italienische Käsesorte Provolone zugelassen. | 0,15 (JECFA, 1974)                                                      |
| -        | 240      | Kons.                                                                                               | Formaldehyd | Keine E-Nummer, in der EU und der Schweiz nicht zugelassen. |                                                                         |
| -        | 241      | Kons.                                                                                               | Gum guaicum | Keine E-Nummer, in der EU und der Schweiz nicht zugelassen. |                                                                         |
| E 242    | 242      | Kons.                                                                                               | Dimethyldicarbonat, auch DMDC | Tötet Mikroorganismen in kurzer Zeit – zur Verhinderung von Gärhefen bei Getränkeabfüllung. | nicht festgelegt                                                        |
| E 243    | 243      | Kons.                                                                                               | Ethyllaurylarginat, auch LAE | EU: Zur Verbesserung der mikrobiologischen Qualität wärmebehandelter verarbeiteter Fleischerzeugnisse und zur Verhinderung des Wachstums schädlicher Mikroorganismen wie etwa Listeria monocytogenes. | 0,5                                                                     |
| E 249    | 249      | Farb-St., Kons.                                                                                     | Kaliumnitrit | Zur Nitritpökelsalzherstellung. Nitrite töten verschiedene Bakterienarten, unter anderem Clostridium botulinum, das das hochgiftige Botulinumtoxin produziert. | 0,07 (als Gesamtnitritgehalt)                                           |
| E 250    | 250      | Farb-St., Kons.                                                                                     | Natriumnitrit | Zur Nitritpökelsalzherstellung. Nitrite töten verschiedene Bakterienarten, unter anderem Clostridium botulinum, das das hochgiftige Botulinumtoxin produziert. | 0,07 (als Gesamtnitritgehalt)                                           |
| E 251    | 251      | Farb-St., Kons.                                                                                     | Natriumnitrat | Salpeter zum Pökeln. Als Lebensmittelzusatzstoff wird es gegen Bakterien, insbesondere Clostridium botulinum, den Botulismus-Erreger, eingesetzt. | 5                                                                       |
| E 252    | 252      | Farb-St., Kons.                                                                                     | Kaliumnitrat | Salpeter zum Pökeln. Als Lebensmittelzusatzstoff wird es gegen Bakterien, insbesondere Clostridium botulinum, den Botulismus-Erreger, eingesetzt. | 5                                                                       |
| E 260    | 260      | Kons., Säu., Säu-Reg.                                                                               | Essigsäure | Essigsäure ist die wichtigste der natürlich vorkommenden organischen Säuren. Sie macht Lebensmittel saurer, senkt also ihren pH-Wert soweit ab, dass das Wachstum von Hefen und Bakterien gehemmt wird. | nicht festgelegt                                                        |
| E 261    | 261      | Kons., Säu-Reg.                                                                                     | Kaliumacetate (G) | Salze der Essigsäure E 260. Acetate werden vor allem als Säureregulatoren eingesetzt: sie mildern allzu starken sauren Geschmack. | nicht festgelegt                                                        |
| E 262    | 262      | Kons., Kompl., Säu-Reg.                                                                             | Natriumacetate (G): i) Natriumacetat ii) Natriumdiacetat | Salze der Essigsäure E 260. Acetate werden vor allem als Säureregulatoren eingesetzt: sie mildern allzu starken sauren Geschmack. | nicht festgelegt                                                        |
| E 263    | 263      | Fest., Kons., Säu-Reg., Stab.                                                                       | Calciumacetat | Salze der Essigsäure E 260. Acetate werden vor allem als Säureregulatoren eingesetzt: sie mildern allzu starken sauren Geschmack. | nicht festgelegt                                                        |
| -        | 264      | Kons., Säu-Reg.                                                                                     | Ammoniumacetat | Keine E-Nummer, in der EU und der Schweiz nicht zugelassen. | –                                                                       |
| -        | 265      | Kons.                                                                                               | Dehydracetsäure | Keine E-Nummer, in der EU und der Schweiz nicht zugelassen. |                                                                         |
| -        | 266      | kons.                                                                                               | Natriumdehydracetat | Keine E-Nummer, in der EU und der Schweiz nicht zugelassen. |                                                                         |
| E 270    | 270      | Farb-St.,Kons, Säu., Säu-Reg.                                                                       | Milchsäure | Milchsäure senkt den Säuregrad der Lebensmittel und wirkt gegen einige, vorwiegend anaerob (ohne Luftsauerstoff) lebende Bakterien direkt. Wird als Säuerungsmittel in Getränken, Süßwaren und Sauerkonserven zur Abrundung des Geschmacks eingesetzt. | nicht festgelegt                                                        |
| E 280    | 280      | Kons.                                                                                               | Propionsäure | Propionsäure und deren Salze wirken gegen bestimmte Bakterien-, Hefe- und Schimmelarten. Nur zur Konservierung von abgepacktem Schnittbrot und anderen Backwaren. | nicht festgelegt                                                        |
| E 281    | 281      | Kons.                                                                                               | Natriumpropionat | Propionsäure und deren Salze wirken gegen bestimmte Bakterien-, Hefe- und Schimmelarten. Nur zur Konservierung von abgepacktem Schnittbrot und anderen Backwaren. | nicht festgelegt                                                        |
| E 282    | 282      | Kons.                                                                                               | Calciumpropionat | Propionsäure und deren Salze wirken gegen bestimmte Bakterien-, Hefe- und Schimmelarten. Nur zur Konservierung von abgepacktem Schnittbrot und anderen Backwaren. | nicht festgelegt                                                        |
| E 283    | 283      | Kons.                                                                                               | Kaliumpropionat | Propionsäure und deren Salze wirken gegen bestimmte Bakterien-, Hefe- und Schimmelarten. Nur zur Konservierung von abgepacktem Schnittbrot und anderen Backwaren. | nicht festgelegt                                                        |
| E 284    | -        | Kons.                                                                                               | Borsäure | Borsäure und Natriumtetraborat sind ausschließlich für echten Kaviar (Störrogen) zugelassen. | nicht festgelegt                                                        |
| E 285    | -        | Kons.                                                                                               | Natriumtetraborat | Borsäure und Natriumtetraborat sind ausschließlich für echten Kaviar (Störrogen) zugelassen. | nicht festgelegt                                                        |
| E 290    | 290      | Kons., P-Gas, Säu., Sch-Mit., T-Gas                                                                 | Kohlendioxid | Als Kohlensäure, Treib- und Packgas. | nicht festgelegt                                                        |
| E 296    | 296      | Farb-St.,Kons., Kompl., Säu., Säu-Reg.                                                              | Äpfelsäure | Natürlich vorkommende Fruchtsäure, synthetisch hergestellt. Äpfelsäure unterstützt die Wirkung von Antioxidantien und hemmt Enzyme, die bei geschnittenem Obst und Gemüse eine Braunverfärbung verursachen. | nicht festgelegt                                                        |
| E 297    | 297      | Kons., Säu-Reg.                                                                                     | Fumarsäure | Säuerungsmittel, natürlich vorkommende Fruchtsäure, synthetisch hergestellt. | 6                                                                       |
| E 300    | 300      | Anti., Farb-St., Kompl., Mehl. (Vit.)                                                               | Ascorbinsäure | Vitamin C. Ascorbinsäure und ihre Salze verhindern die Entstehung freier Radikale. | nicht festgelegt                                                        |
| E 301    | 301      | Amti., Farb-St., Mehl. (Vit.)                                                                       | Natriumascorbat | Vitamin C. Ascorbinsäure und ihre Salze verhindern die Entstehung freier Radikale. | nicht festgelegt                                                        |
| E 302    | 302      | Amti., Farb-St., Mehl. (Vit.)                                                                       | Calciumascorbat | Vitamin C. Ascorbinsäure und ihre Salze verhindern die Entstehung freier Radikale. | nicht festgelegt                                                        |
| E 303    | -        | Anti.                                                                                               | Ascorbyldiacetat | Vitamin C. Ascorbinsäure und ihre Salze verhindern die Entstehung freier Radikale. | nicht festgelegt                                                        |
| -        | 303      | Anti.                                                                                               | Kaliumascorbat | Vitamin C. Ascorbinsäure und ihre Salze verhindern die Entstehung freier Radikale. | nicht festgelegt                                                        |
| E 304    | 304, 305 | Anti., Emul. Farb-St. ( Vit.)                                                                       | Fettsäureester der Ascorbinsäure (G): Ascorbylpalmitat, Ascorbylstearat | Fettsäureester von Ascorbinsäure, löslich und wirksam in Fetten. | nicht festgelegt                                                        |
| E 306    | -        | Anti., Farb-St. (Vit.)                                                                              | Stark tocopherolhaltige Extrakte (G) | Vitamin E, natürliche oder naturidentische Antioxidantien. Es schützt Fette, Vitamine und einige natürliche Farbstoffe. | 0,15 bis 0,2 (bezogen auf die als Vitamin wirksamen Tocopherole)        |
| E 307    | 307a     | Anti., Farb-St. (Vit.)                                                                              | d-α-Tocopherol | Vitamin E, natürliche oder naturidentische Antioxidantien. Es schützt Fette, Vitamine und einige natürliche Farbstoffe. | 0,15 bis 0,2 (bezogen auf die als Vitamin wirksamen Tocopherole)        |
| E 307    | 307b     | Anti., Farb-St. (Vit.)                                                                              | α-Tocopherol, Konzentrat gemischt | Vitamin E, natürliche oder naturidentische Antioxidantien. Es schützt Fette, Vitamine und einige natürliche Farbstoffe. | 0,15 bis 0,2 (bezogen auf die als Vitamin wirksamen Tocopherole)        |
| E 307    | 307c     | Anti., Farb-St. (Vit.)                                                                              | d/l-α-Tocopherol | Vitamin E, natürliche oder naturidentische Antioxidantien. Es schützt Fette, Vitamine und einige natürliche Farbstoffe. | 0,15 bis 0,2 (bezogen auf die als Vitamin wirksamen Tocopherole)        |
| E 308    | 308      | Anti., Farb-St. (Vit.)                                                                              | γ-Tocopherol, synthetisch | Vitamin E, natürliche oder naturidentische Antioxidantien. Es schützt Fette, Vitamine und einige natürliche Farbstoffe. | 0,15 bis 0,2 (bezogen auf die als Vitamin wirksamen Tocopherole)        |
| E 309    | 309      | Anti., Farb-St. (Vit.)                                                                              | δ-Tocopherol, synthetisch | Vitamin E, natürliche oder naturidentische Antioxidantien. Es schützt Fette, Vitamine und einige natürliche Farbstoffe. | 0,15 bis 0,2 (bezogen auf die als Vitamin wirksamen Tocopherole)        |
| E 310    | 310      | Anti.                                                                                               | Propylgallat | Verbindungen der Gallussäure, synthetische Antioxidantien. Gallate verhindern, dass Fette verderben und ranzig werden. | 0,5                                                                     |
| E 311    | 311      | Anti.                                                                                               | Octylgallat | In der EU und der Schweiz nicht zugelassen. |                                                                         |
| E 312    | 312      | Anti.                                                                                               | Dodecylgallat | In der EU und der Schweiz nicht zugelassen. |                                                                         |
| -        | 313      | Anti.                                                                                               | Ethylgallat | Keine E-Nummer. In der EU und der Schweiz nicht zugelassen. |                                                                         |
| -        | 314      | Anti.                                                                                               | Guaiac resin | Keine E-Nummer. In der EU und der Schweiz nicht zugelassen. |                                                                         |
| E 315    | 315      | Anti., Farb-St., Kompl.                                                                             | Isoascorbinsäure | Isomere der Ascorbinsäure, nur geringe Vitaminwirkung, wirkt Farb- und Geschmacksverlusten entgegen. | 6                                                                       |
| E 316    | 316      | Anti., Farb-St., Kompl.                                                                             | Natriumisoascorbat | Isomere der Ascorbinsäure, nur geringe Vitaminwirkung, wirkt Farb- und Geschmacksverlusten entgegen. | 6                                                                       |
| -        | 317      | Anti., Farb-St., Kompl.                                                                             | Kaliumisoascorbat | Keine E-Nummer. In der EU und der Schweiz nicht zugelassen. |                                                                         |
| -        | 318      | Anti., Farb-St., Kompl.                                                                             | Calciumisoascorbat | Keine E-Nummer. In der EU und der Schweiz nicht zugelassen. |                                                                         |
| E 319    | 319      | Anti.                                                                                               | tert-Butylhydrochinon (TBHQ) | Antioxidans für verschiedene tierische Fette. | 0,7                                                                     |
| E 320    | 320      | Anti.                                                                                               | Butylhydroxyanisol (BHA) | Die antioxidativen Eigenschaften des chemisch sehr stabilen BHA und BHT bleiben auch nach dem Backen oder Frittieren in den Lebensmitteln erhalten. | 0,5                                                                     |
| E 321    | 321      | Anti.                                                                                               | Butylhydroxytoluol (BHT) | Die antioxidativen Eigenschaften des chemisch sehr stabilen BHA und BHT bleiben auch nach dem Backen oder Frittieren in den Lebensmitteln erhalten. | 0,05                                                                    |
| E 322    | 322      | Anti., Emul.,Stab.                                                                                  | Lecithin | Emulgator und Mehlbehandlungsmittel. Lecithin verbessert die Knet- und Formeigenschaften von Teigen und verlangsamt das Altbackenwerden von Gebäck. In Margarine sorgt Lecithin dafür, dass sie in der Pfanne nicht spritzt. | nicht festgelegt                                                        |
| -        | 323      | Anti.                                                                                               | Anoxomer | Keine E-Nummer. In der EU und der Schweiz nicht zugelassen. |                                                                         |
| (E 324)  | 324      | Anti.                                                                                               | Ethoxyquin | In der EU nur als Futtermittelzusatzstoff zugelassen, in der Schweiz nicht zugelassen. |                                                                         |
| E 325    | 325      | Anti., Emul., Fest., Feucht., Füll., Säu-Reg., S-Salz, Verd.                                        | Natriumlactat | Salze der Milchsäure E 270. Lactate werden zur Regulation des Säuregrades eingesetzt. | nicht festgelegt                                                        |
| E 326    | 326      | Anti., Emul., Fest., Feucht., Säu-Reg., S-Salz                                                      | Kaliumlactat | Salze der Milchsäure E 270. Lactate werden zur Regulation des Säuregrades eingesetzt. | nicht festgelegt                                                        |
| E 327    | 327      | Fest., Mehl., Säu-Reg., S-Salz, Verd.                                                               | Calciumlactat | Salze der Milchsäure E 270. Lactate werden zur Regulation des Säuregrades eingesetzt. | nicht festgelegt                                                        |
| -        | 328      | Mehl., Säu-Reg.                                                                                     | Ammoniumlactat | Keine E-Nummer. In der EU und der Schweiz nicht zugelassen. |                                                                         |
| -        | 329      | Mehl., Säu-Reg.                                                                                     | Magnesiumlactat | Keine E-Nummer. In der EU und der Schweiz nicht zugelassen. |                                                                         |
| E 330    | 330      | Anti., Farb-St., Kompl., Säu., Säu-Reg.                                                             | Citronensäure | Fruchtsäure, wird mikrobiologisch gewonnen. Erhält Fette, Farben, Aromen und Vitamingehalt vieler Lebensmittel. | nicht festgelegt                                                        |
| E 331    | 331      | Emul., Farb-St., Kompl., Säu-Reg., S-Salz, Stab.                                                    | Natriumcitrate (G): Mononatriumcitrat, Dinatriumcitrat, Trinatriumcitrat | Salze der Citronensäure E 330. Citrate werden insbesondere als Regulatoren für Geliervorgänge mit Pektin und als Festigungsmittel für Früchte und Gemüse eingesetzt. | nicht festgelegt                                                        |
| E 332    | 332      | Farb-St.,Kompl., Säu-Reg., S-Salz, Stab.                                                            | Kaliumcitrate (G): Monokaliumcitrat, Trikaliumcitrat | Salze der Citronensäure E 330. Citrate werden insbesondere als Regulatoren für Geliervorgänge mit Pektin und als Festigungsmittel für Früchte und Gemüse eingesetzt. | nicht festgelegt                                                        |
| E 333    | 333      | Fest., Farb-St., Kompl., Säu-Reg., S-Salz, Stab.                                                    | Calciumcitrate (G): Monocalciumcitrat, Dicalciumcitrat, Tricalciumcitrat | Salze der Citronensäure E 330. Citrate werden insbesondere als Regulatoren für Geliervorgänge mit Pektin und als Festigungsmittel für Früchte und Gemüse eingesetzt. | nicht festgelegt                                                        |
| E 334    | 334      | Anti., Farb-St., GV, Kompl., Säu., Säu-Reg.                                                         | L-(+)-Weinsäure | Fruchtsäure, aus Weinrückständen gewonnen. Einsatz als Säuerungsmittel und Säureregulator. | 30                                                                      |
| E 335    | 335      | Back., Kompl., Säu-Reg., S-Salz, Stab.                                                              | Natriumtartrate (G): Mononatriumtartrat, Dinatriumtartrat | Salze der L-(+)-Weinsäure E 334. Natrium- und Kaliumtartrate bilden stabile Komplexe und unterstützen so die Wirkung von Antioxidationsmitteln. Kaliumtartrat ist insbesondere als Säureträger für Backpulver weit verbreitet. | 30                                                                      |
| E 336    | 336      | Back., Kompl., Säu-Reg., S-Salz, Stab.                                                              | Kaliumtartrate (G): Monokaliumtartrat, Dikaliumtartrat | Salze der L-(+)-Weinsäure E 334. Natrium- und Kaliumtartrate bilden stabile Komplexe und unterstützen so die Wirkung von Antioxidationsmitteln. Kaliumtartrat ist insbesondere als Säureträger für Backpulver weit verbreitet. | 30                                                                      |
| E 337    | 337      | Back., Kompl., Säu-Reg., S-Salz, Stab.                                                              | Kaliumnatriumtartrat | Salze der L-(+)-Weinsäure E 334. Natrium- und Kaliumtartrate bilden stabile Komplexe und unterstützen so die Wirkung von Antioxidationsmitteln. Kaliumtartrat ist insbesondere als Säureträger für Backpulver weit verbreitet. | 30                                                                      |
| E 338    | 338      | Anti., Kompl., Säu., Säu-Reg.                                                                       | Phosphorsäure | Orthophosphorsäure, Monophosphorsäure wird vor allem als Säuerungsmittel eingesetzt. Phosphorsäure ist darüber hinaus der Ausgangsstoff für die Herstellung verschiedener Phosphate. | 70                                                                      |
| E 339    | 339      | Anti., Back., Emul., Farb-St., Fest., Feucht., Kompl., Mehl., Säu., Säu-Reg., S-Salz, Stab., Verd.  | Natriumphosphate (G): Mononatriumphosphat, Dinatriumphosphat, Trinatriumphosphat | Phosphate stabilisieren den Säuregrad von Lebensmitteln und unterstützen die Wirkung von Gelier- und Verdickungsmitteln, indem sie Calcium-, Magnesium-, Eisen- und Schwermetallionen in festen Komplexen binden. Ammoniumphoshate haben keine E-Nummer und sind in der EU und der Schweiz nicht zugelassen. | 70                                                                      |
| E 340    | 340      | Anti., Emul., Farb-St., Fest., Feucht., Kompl., Mehl., Säu., Säu-Reg., S-Salz, Stab., Verd.         | Kaliumphosphate (G): Monokaliumphosphat, Dikaliumphosphat, Trikaliumphosphat | Phosphate stabilisieren den Säuregrad von Lebensmitteln und unterstützen die Wirkung von Gelier- und Verdickungsmitteln, indem sie Calcium-, Magnesium-, Eisen- und Schwermetallionen in festen Komplexen binden. Ammoniumphoshate haben keine E-Nummer und sind in der EU und der Schweiz nicht zugelassen. | 70                                                                      |
| E 341    | 341      | Anti., Back., Farb-St., Fest., Feucht., Kompl., Mehl., Säu., Säu-Reg., S-Salz, Stab., Trenn., Verd. | Calciumphosphate (G): i) Monocalciumphosphat ii) Dicalciumphosphat iii) Tricalciumphosphat | Phosphate stabilisieren den Säuregrad von Lebensmitteln und unterstützen die Wirkung von Gelier- und Verdickungsmitteln, indem sie Calcium-, Magnesium-, Eisen- und Schwermetallionen in festen Komplexen binden. Ammoniumphoshate haben keine E-Nummer und sind in der EU und der Schweiz nicht zugelassen. | 70                                                                      |
| -        | 342      | Back., Farb-St., Fest., Mehl., Säu-Reg.,Stab., Verd.                                                | Ammoniumphosphate (G): i) Monoammoniumphosphat ii) Diammoniumphosphat | Phosphate stabilisieren den Säuregrad von Lebensmitteln und unterstützen die Wirkung von Gelier- und Verdickungsmitteln, indem sie Calcium-, Magnesium-, Eisen- und Schwermetallionen in festen Komplexen binden. Ammoniumphoshate haben keine E-Nummer und sind in der EU und der Schweiz nicht zugelassen. | 70                                                                      |
| E 343    | 343      | Back., Säu-Reg., S-Salz, Stab., Trenn., Verd.                                                       | Magnesiumphosphate (G): i) Magnesiumdihydrogenphosphat ii) Magnesiumhydrogenphosphat iii) Magnesiumphosphat                                                                                             | Magnesiumphosphate haften sehr gut an Lebensmitteloberflächen und verhindern als Trennmittel das Verkleben, Anbacken und Festwerden. | 70                                                                      |
| -        | 344      | Kons.                                                                                               | Lecithincitrat | Keine E-Nummer. In der EU und der Schweiz nicht zugelassen. |                                                                         |
| -        | 345      | Säu-Reg.                                                                                            | Magnesiumcitrat | Keine E-Nummer. In der EU und der Schweiz nicht zugelassen. |                                                                         |
| -        | 349      | Säu-Reg.                                                                                            | Ammoniummalat | Keine E-Nummer. In der EU und der Schweiz nicht zugelassen. |                                                                         |
| E 350    | 350      | Feucht., Säu-Reg.                                                                                   | Natriummalate (G): i) Natriumhydrogenmalat ii) Natriummalat | Malate sind als Säureregulatoren für Obst- und Gemüsekonserven, Konfitüre, Marmelade, Gelee und Fruchtsäfte zugelassen. | nicht festgelegt                                                        |
| E 351    | 351      | Säu-Reg.                                                                                            | Kaliummalat | Malate sind als Säureregulatoren für Obst- und Gemüsekonserven, Konfitüre, Marmelade, Gelee und Fruchtsäfte zugelassen. | nicht festgelegt                                                        |
| E 352    | 352      | Säu-Reg.                                                                                            | Calciummalate (G): i) Calciumhydrogenmalat ii) Calciummalat | Malate sind als Säureregulatoren für Obst- und Gemüsekonserven, Konfitüre, Marmelade, Gelee und Fruchtsäfte zugelassen. | nicht festgelegt                                                        |
| E 353    | 353      | Emul., Kompl., Säu-Reg., Stab., Verd.                                                               | Metaweinsäure | Metaweinsäure ist ausschließlich für Wein, Schaumwein und sogenannten „made wine“, der vollständig aus Traubenmostkonzentrat hergestellt wird, zugelassen. | nicht festgelegt                                                        |
| E 354    | 354      | Fest., Kompl., Säu-Reg.                                                                             | Calciumtartrat | Salz der Weinsäure E 334. Tartrate bilden mit Eisen- und Schwermetallionen stabile Komplexe und unterstützen so die Wirkung von Antioxidationsmitteln. | 30                                                                      |
| E 355    | 355      | GV, Säu., Säu-Reg.                                                                                  | Adipinsäure | Säureregulator, Kochsalzersatz und Geschmacksverstärker. Ammoniumadipat hat keine E-Nummer und ist in der EU und der Schweiz nicht zugelassen. | 5 (für die Summe aller Adipate)                                         |
| E 356    | 356      | GV, Säu., Säu-Reg.                                                                                  | Natriumadipat | Säureregulator, Kochsalzersatz und Geschmacksverstärker. Ammoniumadipat hat keine E-Nummer und ist in der EU und der Schweiz nicht zugelassen. | 5 (für die Summe aller Adipate)                                         |
| E 357    | 357      | GV, Säu-Reg.                                                                                        | Kaliumadipat | Säureregulator, Kochsalzersatz und Geschmacksverstärker. Ammoniumadipat hat keine E-Nummer und ist in der EU und der Schweiz nicht zugelassen. | 5 (für die Summe aller Adipate)                                         |
| -        | 359      | Säu-Reg.                                                                                            | Ammoniumadipat | Säureregulator, Kochsalzersatz und Geschmacksverstärker. Ammoniumadipat hat keine E-Nummer und ist in der EU und der Schweiz nicht zugelassen. | 5 (für die Summe aller Adipate)                                         |
| E 363    | 363      | GV, Säu., Säu-Reg.                                                                                  | Bernsteinsäure | Fruchtsäure, synthetisch hergestellt, Geschmacksverstärker, Säuerungsmittel und Kochsalzersatz. | nicht festgelegt                                                        |
| -        | 364      | Mehl., Säu-Reg.                                                                                     | Natriumsuccinate: i.)Natriumsuccinat ii.)Dinatriumsuccinat | Keine E-Nummer. In der EU und der Schweiz nicht zugelassen. |                                                                         |
| -        | 365      | Säu-Reg.                                                                                            | Natriumfumarat | Keine E-Nummer. In der EU und der Schweiz nicht zugelassen. |                                                                         |
| -        | 366      | Säu-Reg.                                                                                            | Kaliumfumarat | Keine E-Nummer. In der EU und der Schweiz nicht zugelassen. |                                                                         |
| -        | 367      | Säu-Reg.                                                                                            | Calciumfumarat | Keine E-Nummer. In der EU und der Schweiz nicht zugelassen. |                                                                         |
| -        | 368      | Säu-Reg.                                                                                            | Ammoniumfumarat | Keine E-Nummer. In der EU und der Schweiz nicht zugelassen. |                                                                         |
| -        | 370      | Säu-Reg.                                                                                            | 1,4-Heptonolacton | Keine E-Nummer. In der EU und der Schweiz nicht zugelassen. |                                                                         |
| -        | 375      | Farb-St.                                                                                            | Nicotinamid | Keine E-Nummer. In der EU und der Schweiz nicht zugelassen. |                                                                         |
| E 380    | 380      | Farb-St.,Säu-Reg.                                                                                   | Ammoniumcitrat | Salz der Citronensäure E 330. Ammoniumcitrate werden insbesondere als Regulator für Geliervorgänge mit Pektin eingesetzt. | nicht festgelegt                                                        |
| -        | 381      | Trenn.                                                                                              | Ammoniumeisencitrat | Keine E-Nummer. In der EU und der Schweiz nicht zugelassen. |                                                                         |
| -        | 383      | Gelm., Stab., Verd.                                                                                 | Calciumglycerylphosphat | Keine E-Nummer. In der EU und der Schweiz nicht zugelassen. |                                                                         |
| -        | 384      | Anti., Kons., Kompl.                                                                                | Isopropylcitrat | Keine E-Nummer. In der EU und der Schweiz nicht zugelassen. |                                                                         |
| E 385    | 385      | Anti., Farb-St., Kompl., Kons.                                                                      | Calciumdinatriumethylendiamin-tetraacetat (CaNa2EDTA, Calciumdinatriumsalz von EDTA / H4EDTA) | Komplexbildner zur Konservierung. Verhütet Verfärbungen bei Gemüsekonserven, Fischen und Garnelen. | 2,5                                                                     |
| -        | 386      | Anti., Farb-St., Kompl., Kons.                                                                      | Dinatriumethylendiamin-tetraacetat (Na2EDTA, Dinatriumsalz von EDTA / H4EDTA) | Komplexbildner zur Konservierung. Verhütet Verfärbungen bei Gemüsekonserven, Fischen und Garnelen. | Keine E-Nummer. In der EU und der Schweiz nicht zugelassen.             |
| -        | 387      | Anti., Kompl.                                                                                       | Oxystearin | Keine E-Nummer. In der EU und der Schweiz nicht zugelassen. |                                                                         |
| -        | 388      | Anti.                                                                                               | Thiodipropionsäure | Keine E-Nummer. In der EU und der Schweiz nicht zugelassen. |                                                                         |
| -        | 389      | Anti.                                                                                               | Dilaurylthiodipropionat | Keine E-Nummer. In der EU und der Schweiz nicht zugelassen. |                                                                         |
| -        | 390      | Anti.                                                                                               | Distearylthiodipropionat | Keine E-Nummer. In der EU und der Schweiz nicht zugelassen. |                                                                         |
| -        | 391      | Kons.                                                                                               | Phytinsäure | Keine E-Nummer. In der EU und der Schweiz nicht zugelassen. |                                                                         |
| E 392    | 392      | Anti., Kons.                                                                                        | Extrakt aus Rosmarin | Rosmarinextrakt mit einem Gehalt an Carnosolsäure und Carnosol mit zusammen mindestens 90 % des Gesamtgehalts an phenolischen Diterpenen | 0,3                                                                     |
| -        | 399      | Stab.                                                                                               | Calciumlactobionat | Keine E-Nummer. In der EU und der Schweiz nicht zugelassen. |                                                                         |
| E 400    | 400      | Emul., Feucht., Füll., Gelm., Kompl., Sch-Mit., Stab., Trä-St., Über., Verd.                        | Alginsäure | Gelier-, Verdickungs- und Überzugsmittel, aus Braunalgenarten gewonnen. Alginate sind wasserlöslich aber empfindlich gegen Hitze und Säuren. Im Zusammenspiel mit Calcium-Ionen bildet sie Gele, die koch-, gefrier- und backstabil sind. EU/Schweiz: Darf nicht in Gelee-Süßwaren in Minibechern verwendet werden. | nicht festgelegt                                                        |
| E 401    | 401      | Emul., Feucht., Füll., Gelm., Kompl., Sch-Mit., Stab., Trä-St., Über., Verd.                        | Natriumalginat | Gelier-, Verdickungs- und Überzugsmittel, aus Braunalgenarten gewonnen. Alginate sind wasserlöslich aber empfindlich gegen Hitze und Säuren. Im Zusammenspiel mit Calcium-Ionen bildet sie Gele, die koch-, gefrier- und backstabil sind. EU/Schweiz: Darf nicht in Gelee-Süßwaren in Minibechern verwendet werden. | nicht festgelegt                                                        |
| E 402    | 402      | Emul., Feucht., Füll., Gelm., Kompl., Sch-Mit., Stab., Trä-St., Über., Verd.                        | Kaliumalginat | Gelier-, Verdickungs- und Überzugsmittel, aus Braunalgenarten gewonnen. Alginate sind wasserlöslich aber empfindlich gegen Hitze und Säuren. Im Zusammenspiel mit Calcium-Ionen bildet sie Gele, die koch-, gefrier- und backstabil sind. EU/Schweiz: Darf nicht in Gelee-Süßwaren in Minibechern verwendet werden. | nicht festgelegt                                                        |
| E 403    | 403      | Emul., Feucht., Füll., Gelm., Kompl., Sch-Mit., Stab., Trä-St., Über., Verd.                        | Ammoniumalginat | Gelier-, Verdickungs- und Überzugsmittel, aus Braunalgenarten gewonnen. Alginate sind wasserlöslich aber empfindlich gegen Hitze und Säuren. Im Zusammenspiel mit Calcium-Ionen bildet sie Gele, die koch-, gefrier- und backstabil sind. EU/Schweiz: Darf nicht in Gelee-Süßwaren in Minibechern verwendet werden. | nicht festgelegt                                                        |
| E 404    | 404      | Feucht., Füll., Gelm., Kompl., Sch-Mit., Stab., Sch-Ver., Trä-St., Über., Verd.                     | Calciumalginat | Gelier-, Verdickungs- und Überzugsmittel, aus Braunalgenarten gewonnen. Alginate sind wasserlöslich aber empfindlich gegen Hitze und Säuren. Im Zusammenspiel mit Calcium-Ionen bildet sie Gele, die koch-, gefrier- und backstabil sind. EU/Schweiz: Darf nicht in Gelee-Süßwaren in Minibechern verwendet werden. | nicht festgelegt                                                        |
| E 405    | 405      | Emul., Füll., Sch-Mit., Stab., Trä-St., Verd.                                                       | Propylenglycolalginat | Ester der Alginsäure E 400, Emulgator, Stabilisator, Verdickungsmittel. Es ist wasserlöslich und weniger empfindlich gegen Säuren und Calcium als die anderen Alginate. Schweiz: Darf nicht in Gelee-Süßwaren in Minibechern verwendet werden. | 25 zus. mit E 477                                                       |
| E 406    | 406      | Emul., Feucht., Füll., Gelm., Stab., Trä-St., Über., Verd.                                          | Agar-Agar | Füllstoff, Geliermittel, Verdickungsmittel. Agar-Agar ist ein Bestandteil der Zellwände bestimmter Rotalgen-Arten. Schon in geringer Dosierung bildet es feste Gele, die auch nach einem weiteren Erwärmen wieder stabil werden. EU/Schweiz: Darf nicht in Gelee-Süßwaren in Minibechern verwendet werden. | nicht festgelegt                                                        |
| E 407    | 407      | Emul., Feucht., Füll., Gelm., Stab., Trä-St., Verd.                                                 | Carrageen | Gelier-, Verdickungsmittel. Carrageen ist eine Sammelbezeichnung für eine Gruppe langkettiger Kohlenhydrate (Polysaccharide). Zur Herstellung sehr stabiler Gele oder auch zäher Flüssigkeiten. EU/Schweiz: Darf nicht in Gelee-Süßwaren in Minibechern verwendet werden. | 75                                                                      |
| E 407a   | 407a     | Emul., Feucht., Füll., Gelm., Stab., Trä-St., Über., Verd.                                          | Verarbeitete Eucheuma-Algen | Geliermittel, Verdickungsmittel. Ausschließlich aus Euchema-Algen wird ein Extrakt gewonnen, der reich an langkettigen Kohlenhydraten (Polysacchariden) ist. EU/Schweiz: Darf nicht in Gelee-Süßwaren in Minibechern verwendet werden. | 75                                                                      |
| E 408    |          | | Furcelleran, Furcellaran | In der EU und der Schweiz nicht zugelassen. |                                                                         |
| -        | 408      | Gel., Stab., Verd.                                                                                  | Glycan der Backhefe | In der EU und der Schweiz nicht zugelassen. |                                                                         |
| -        | 409      | Gel., Stab., Verd.                                                                                  | Arabinogalactan | Keine E-Nummer. In der EU und der Schweiz nicht zugelassen. |                                                                         |
| E 410    | 410      | Emul., Stab., Verd.                                                                                 | Johannisbrotkernmehl | Stabilisator, Verdickungsmittel aus Samen der Tropenfrucht Johannisbrot. EU/Schweiz: Darf nicht in Gelee-Süßwaren in Minibechern verwendet werden, darf nicht zur Herstellung künstlich getrockneter Lebensmittel verwendet werden, die beim Verzehr aufquellen sollen. | nicht festgelegt                                                        |
| E 411    | 437      | | Tamarindenkernmehl | In der EU und der Schweiz nicht zugelassen. |                                                                         |
| -        | 411      | Stab., Verd.                                                                                        | Haferkleber | In der EU und der Schweiz nicht zugelassen. |                                                                         |
| E 412    | 412      | Emul., Gelm., Mehl., Stab., Verd.                                                                   | Guarkernmehl | Füllstoff, Geliermittel, Mehlbehandlungsmittel, Verdickungsmittel aus Samen der tropischen Guarpflanze. Guarkernmehl verstärkt die Wirkung anderer pflanzlicher Verdickungsmittel. EU/Schweiz: Darf nicht in Gelee-Süßwaren in Minibechern verwendet werden, darf nicht zur Herstellung künstlich getrockneter Lebensmittel verwendet werden, die beim Verzehr aufquellen sollen. | nicht festgelegt                                                        |
| E 413    | 413      | Emul., Gelm., Stab., Verd.                                                                          | Traganth | Füllstoff, Geliermittel, Verdickungsmittel aus Harzen tropischer Sträucher der Gattung Astragalus. Schon in geringen Mengen macht Traganth Flüssigkeiten stark zähflüssig. EU/Schweiz: Darf nicht in Gelee-Süßwaren in Minibechern verwendet werden. | nicht festgelegt                                                        |
| E 414    | 414      | Emul., Füll., Stab., Trä-St., Über., Verd.                                                          | Gummi arabicum | Füllstoff, Stabilisator, Verdickungsmittel aus Harzen in Afrika beheimateter Akazienarten. Es stabilisiert vor allem Fett-Wasser-Mischungen (Emulsionen) und Schäume. EU/Schweiz: Darf nicht in Gelee-Süßwaren in Minibechern verwendet werden. | nicht festgelegt                                                        |
| E 415    | 415      | Emul., Gelm., Sch-Mit., Stab., Verd.                                                                | Xanthan | Füllstoff, Geliermittel, Verdickungsmittel. Xanthan macht Flüssigkeiten wegen seiner enormen Quell- und Wasserbindungsfähigkeit zu gelartigen Massen. EU/Schweiz: Darf nicht in Gelee-Süßwaren in Minibechern verwendet werden, darf nicht zur Herstellung künstlich getrockneter Lebensmittel verwendet werden, die beim Verzehr aufquellen sollen. | nicht festgelegt                                                        |
| E 416    | 416      | Gelm., Stab., Verd.                                                                                 | Karaya | Geliermittel, Stabilisator, Verdickungsmittel. Gewonnen aus den Harzen der in Indien beheimateten Stinkbäume (Sterculia). Weil seine Gelierkraft in der Gegenwart von Milcheiweiß zunimmt, eignet es sich vor allem für Milchprodukte. Schweiz: Darf nicht in Gelee-Süßwaren in Minibechern verwendet werden, darf nicht zur Herstellung künstlich getrockneter Lebensmittel verwendet werden, die beim Verzehr aufquellen sollen. | 12,5                                                                    |
| E 417    | 417      | Gelm., Stab., Verd.                                                                                 | Tarakernmehl | Füllstoff, Verdickungsmittel. Aus den Samen des tropischen Tarastrauches (Caesalpinia spinosa). Tarakernmehl unterstützt zudem die gelbildende Wirkung von Agar-Agar (E 406), Carrageen (E 407) und Xanthan (E 415). EU/Schweiz: Darf nicht in Gelee-Süßwaren in Minibechern verwendet werden, darf nicht zur Herstellung künstlich getrockneter Lebensmittel verwendet werden, die beim Verzehr aufquellen sollen. | nicht festgelegt                                                        |
| E 418    | 418      | Gelm., Stab., Verd.                                                                                 | Gellan | Geliermittel, Verdickungsmittel. Schon in geringer Konzentration bildet Gellan aus Flüssigkeiten feste, klare Gele, die bei Änderungen des Säuregrads und der Temperatur stabil bleiben. EU/Schweiz: Darf nicht in Gelee-Süßwaren in Minibechern verwendet werden. Schweiz: darf nicht zur Herstellung künstlich getrockneter Lebensmittel verwendet werden, die beim Verzehr aufquellen sollen. | nicht festgelegt                                                        |
| -        | 419      | Emul., Stab.                                                                                        | Ghatti-Gummi | Keine E-Nummer. In der EU und der Schweiz nicht zugelassen. |                                                                         |
| E 420    | 420      | Feucht., Füll., Kompl., Stab., Süßm., Verd.                                                         | Sorbit, Sorbitsirup | Zuckeralkohol der Glucose. Sorbit hat etwa die halbe Süßkraft von Haushaltszucker (Saccharose). Wird ohne Insulin verstoffwechselt und eignet sich daher für Diabetikerlebensmittel. | nicht festgelegt                                                        |
| E 421    | 421      | Feucht., Füll., Stab., Süßm., Trenn., Verd.                                                         | Mannit | Zuckeralkohol von Mannose. Mannit hat etwa die halbe Süßkraft des Zuckers. Wird ohne Insulin verstoffwechselt und eignet sich daher für Diabetikerlebensmittel. | nicht festgelegt                                                        |
| E 422    | 422      | Feucht., Verd.                                                                                      | Glycerin | Feuchthaltemittel. Wegen seiner wasserbindenden Eigenschaften wird Glycerin eingesetzt, um das Austrocknen von Lebensmitteln zu verhindern. | nicht festgelegt                                                        |
| E 423    | 423      | Emul.                                                                                               | Octenylbernsteinsäuremodifiziertes Gummi arabicum | |                                                                         |
| -        | 424      | Fest., Gelm., Stab., Verd.                                                                          | Paramylon (Curdlan) | Keine E-Nummer, in der EU und der Schweiz nicht zugelassen. | –                                                                       |
| E 425    | 425      | Emul., Feucht., Gelm., Stab., Trä-St., Über., Verd.                                                 | Konjak i) Konjak-Gummi ii) Konjak-Glucomannan | Füllstoff, Geliermittel, Verdickungsmittel. Konjak quillt in Wasser langsam zu mitunter sehr festen Gelen auf, die eine hohe Reiß- und Druckfähigkeit haben. Spezifische Höchstmenge: 10 g/kg Lebensmittel, einzeln oder kombiniert. EU/Schweiz: Darf nicht in Gelee-Süßwaren in Minibechern verwendet werden. EU: darf nicht zur Herstellung künstlich getrockneter Lebensmittel verwendet werden, die beim Verzehr aufquellen sollen. Darf nicht in Gelee-Süßwaren verwendet werden. | nicht festgelegt                                                        |
| E 426    | 426      | Emul., Stab., Trenn., Verd.                                                                         | Sojabohnen-Polyose | Emulgator, Verdickungsmittel, Stabilisator, Trennmittel. Stabilisiert Eiweißpartikel in saurem Milieu und sorgt beispielsweise bei Jogurtgetränken für eine gute Geschmacksentfaltung und ein sämiges Gefühl. | nicht festgelegt                                                        |
| E 427    | 427      | Emul., Gelm., Stab., Verd.                                                                          | Cassiagummi | Geliermittel, Verdickungsmittel. Aus den Samen von Cassia tora und Cassia obtusifoli. | nicht festgelegt                                                        |
| -        | 428      | Gelm.                                                                                               | Gelatine | Klärmittel für Getränke. Fällt in der EU und der Schweiz per Definition nicht unter die Zusatzstoffe und hat daher auch keine E-Nummer. | –                                                                       |
| -        | 429      | Emul.                                                                                               | Pepton | Keine E-Nummer, in der EU und der Schweiz nicht zugelassen. |                                                                         |
| -        | 430      | Emul.                                                                                               | Polyoxyethylen(8)stearat | Keine E-Nummer, in der EU und der Schweiz nicht zugelassen. |                                                                         |
| E 431    | 431      | Emul.                                                                                               | Polyoxyethylen(40)stearat | EU: Nicht zugelassen. Schweiz: Zugelassen. |                                                                         |
| E 432    | 432      | Emul., Stab.                                                                                        | Polyoxyethylen-sorbitan-monolaurat | Emulgatoren, Stabilisatoren. Synthetisch hergestellte Ether von Fettsäuren mit Sorbit und Polyoxyethylen. Alle Polysorbate sind starke Emulgatoren. Sie stabilisieren die Struktur von Fetten und Schäumen und verhindern, dass Margarine und Frittierfette beim Erhitzen spritzen. | 10 (als Summe aller Polysorbate)                                        |
| E 433    | 433      | Emul., Stab.                                                                                        | Polyoxyethylen-sorbitan-monooleat | Emulgatoren, Stabilisatoren. Synthetisch hergestellte Ether von Fettsäuren mit Sorbit und Polyoxyethylen. Alle Polysorbate sind starke Emulgatoren. Sie stabilisieren die Struktur von Fetten und Schäumen und verhindern, dass Margarine und Frittierfette beim Erhitzen spritzen. | 10 (als Summe aller Polysorbate)                                        |
| E 434    | 434      | Emul.                                                                                               | Polyoxyethylen-sorbitan-monopalmitat | Emulgatoren, Stabilisatoren. Synthetisch hergestellte Ether von Fettsäuren mit Sorbit und Polyoxyethylen. Alle Polysorbate sind starke Emulgatoren. Sie stabilisieren die Struktur von Fetten und Schäumen und verhindern, dass Margarine und Frittierfette beim Erhitzen spritzen. | 10 (als Summe aller Polysorbate)                                        |
| E 435    | 435      | Emul., Stab.                                                                                        | Polyoxyethylen-sorbitan-monostearat | Emulgatoren, Stabilisatoren. Synthetisch hergestellte Ether von Fettsäuren mit Sorbit und Polyoxyethylen. Alle Polysorbate sind starke Emulgatoren. Sie stabilisieren die Struktur von Fetten und Schäumen und verhindern, dass Margarine und Frittierfette beim Erhitzen spritzen. | 10 (als Summe aller Polysorbate)                                        |
| E 436    | 436      | Emul., Stab.                                                                                        | Polyoxyethylen-sorbitan-tristearat | Emulgatoren, Stabilisatoren. Synthetisch hergestellte Ether von Fettsäuren mit Sorbit und Polyoxyethylen. Alle Polysorbate sind starke Emulgatoren. Sie stabilisieren die Struktur von Fetten und Schäumen und verhindern, dass Margarine und Frittierfette beim Erhitzen spritzen. | 10 (als Summe aller Polysorbate)                                        |
| -        | 437      | Gelm., Stab., Verd.                                                                                 | Tamarindensaatpolysaccharide | Keine E-Nummer, in der EU und der Schweiz nicht zugelassen. |                                                                         |
| E 440    | 440      | Emul., Gelm., Stab., Über., Verd.                                                                   | Pektine (G), amidiertes Pektin | Füllstoff, Geliermittel, Stabilisator, Überzugsmittel, Verdickungsmittel. Aus Äpfeln oder Zitrusschalen. Amidpektin bildet schon mit sehr wenig Zucker stabile Gele, die bei Wärme schmelzen. EU/Schweiz: Darf nicht in Gelee-Süßwaren in Minibechern verwendet werden. | nicht festgelegt                                                        |
| -        | 441      | Emul.                                                                                               | hydrierte Rapsöle | Keine E-Nummer, in der EU und der Schweiz nicht zugelassen. |                                                                         |
| E 442    | 442      | Emul.                                                                                               | Ammoniumsalze der Phosphatidsäure (G) | Ihre Emulgator-Wirkung wird zum Beispiel in der Herstellung von Schokolade genutzt, um deren Fließfähigkeit zu verbessern. | 30                                                                      |
| -        | 443      | Emul., Stab.                                                                                        | bromierte Pflanzenöle | Keine E-Nummer, in der EU und der Schweiz nicht zugelassen. |                                                                         |
| E 444    | 444      | Emul., Stab.                                                                                        | Saccharoseacetatisobutyrat SAIB | Stabilisator. SAIB ist gut geeignet, um Aromen, Farben und die Verteilung erwünschter Schwebstoffe in Flüssigkeiten stabil zu halten. | 20                                                                      |
| E 445    | 445      | Emul., Stab.                                                                                        | Glycerinester aus Wurzelharz (G) | Stabilisator. Werden Aromen mit diesen Glycerinestern gemischt, können sie in Flüssigkeiten stabil verteilt werden. | 12,5                                                                    |
| -        | 446      | Emul.                                                                                               | Succistearin | Keine E-Nummer, in der EU und der Schweiz nicht zugelassen. |                                                                         |
| E 450    | 450      | Anti., Back., Emul., Farb-St., Fest., Feucht. Kompl., Säu-Reg., S-Salz, Stab., Verd. (Min.)         | Diphosphate (G): wie Natriumdiphosphat, Dinatriumdiphosphat, Trinatriumdiphosphat, Tetranatriumdisphosphat, Dikaliumdiphosphat, Tetrakaliumdiphosphat, Dicalciumdiphosphat, Calciumdihydrogendiphosphat | Komplexbildner, Säureregulatoren, Schmelzsalze. Salze der Diphosphorsäure. Diphosphate zeichnen sich durch eine besonders starke komplexbildende Wirkung aus und werden daher insbesondere als Kuttermittel und Schmelzsalze eingesetzt. Bremst im Backpulver die CO2-Entstehung. | 70                                                                      |
| E 451    | 451      | Anti., Back., Emul., Farb-St., Fest., Feucht., Kompl.,Säu-Reg., S-Salz, Stab., Verd. (Min.)         | Triphosphate (G): Pentanatriumtriphosphat, Pentakaliumtriphosphat | Komplexbildner, Säureregulator, Schmelzsalz, Stabilisator. Salze der Triphosphorsäure. Die Fähigkeit der Triphosphate, Eiweiße zu lösen, ist stärker als bei den Diphosphaten. | 70                                                                      |
| E 452    | 452      | Anti., Back., Emul., Farb-St., Fest., Feucht., Kompl., Säu-Reg., S-Salz, Stab., Verd. (Min.)        | Polyphosphate (G): Natriumpolyphosphat, Kaliumpolyphosphat, Natriumcalciumpolyphosphat, Calciumpolyphosphat                                                                                             | Komplexbildner, Schmelzsalz, Stabilisator. Salze der Polyphosphorsäure. Von allen als Lebensmittelzusatzstoff zugelassenen Phosphaten sind die Polyphosphate die stärksten Eiweißlöser. Sie sind darüber hinaus sehr gut als Schmelzsalze geeignet. | 70                                                                      |
| -        | 453      | Farb., Träg.                                                                                        | Eisen(III)-phosphat (Eisen(III)-orthophosphat) | Keine E-Nummer, in der EU und der Schweiz nicht zugelassen. |                                                                         |
| -        | 454      | Träg.                                                                                               | Eisen(III)-pyrophosphat | Keine E-Nummer, in der EU und der Schweiz nicht zugelassen. |                                                                         |
| -        | 455      | Stab.                                                                                               | Hefe-Mannoproteine | Keine E-Nummer, in der EU und der Schweiz nicht zugelassen. |                                                                         |
| E 456    | 456      | Stab.                                                                                               | Kaliumpolyaspartat | |                                                                         |
| -        | 457      | Stab., Verd.                                                                                        | α-Cyclodextrin | Keine E-Nummer. Durch die Entscheidung 2008/413/EG wurde das Inverkehrbringens als neuartige Lebensmittelzutat in der EU genehmigt. |                                                                         |
| -        | 458      | Stab., Verd.                                                                                        | γ-Cyclodextrin | Keine E-Nummer. Durch den Durchführungsbeschluss 2012/288/EU wurde das Inverkehrbringens als neuartige Lebensmittelzutat in der EU genehmigt. |                                                                         |
| E 459    | 459      | Kompl., Stab., Trä-St., Verd.                                                                       | β-Cyclodextrin | Füllstoff, Komplexbildner, Trägerstoff. Ringförmiges Dextrin, dessen Verbindung auch bei sehr hohen Temperaturen sowie in Gegenwart von Säuren und einigen Enzymen stabil bleibt. | 5                                                                       |
| E 460    | 460      | Emul., Feucht., Füll., Sch-Mit., Stab., Trä-St., Trenn., Über., Verd.                               | Cellulose: i) mikrokristalline Cellulose ii) Cellulosepulver | Füllstoff, Stabilisator, Trennmittel. Cellulose ist unverdaulich und wird deshalb gerne in kalorienreduzierten Lebensmitteln eingesetzt, wo sie ein volles, sahniges Gefühl im Mund hervorruft ohne Energie zu liefern. Cellulose ist darüber hinaus als Stabilisator in Soßen oder Sahneerzeugnissen im Einsatz und verhindert die Eiskristallbildung bei Tiefkühlprodukten. | nicht festgelegt                                                        |
| E 461    | 461      | Emul., Füll., Gelm., Stab., Über., Verd.                                                            | Methylcellulose | Geliermittel, Stabilisator, Überzugsmittel, Verdickungsmittel. Methylcellulose verleiht Flüssigkeiten eine zähflüssige Konsistenz und bildet beim Erhitzen starke Gele aus. | nicht festgelegt                                                        |
| E 462    | 462      | Emul., Füll., Sch-Mit., Trä-St., Über., Verd.                                                       | Ethylcellulose | Verdickungsmittel, Trägerstoff, Überzugsmittel, Schaummittel. In Lebensmitteln kann Ethylcellulose als Binde- und Füllmittel, in Nahrungsergänzungspräparaten als Schutzüberzug Verwendung finden. Zudem stabilisiert die Ethylcellulose Wasser-Öl-Gemische. | nicht festgelegt                                                        |
| E 463    | 463      | Emul., Füll., Sch-Mit., Stab., Über., Verd.                                                         | Hydroxypropylcellulose | Emulgator, Füllstoff, Stabilisator, Überzugsmittel, Verdickungsmittel. Sie verleiht Flüssigkeiten eine zähflüssige Konsistenz und bildet beim Erhitzen starke Gele aus. | nicht festgelegt                                                        |
| E 463a   | -        | | Niedrig substituierte Hydroxypropylcellulose (L-HPC) | |                                                                         |
| E 464    | 464      | Emul., Füll., Sch-Mit., Stab., Über., Verd.                                                         | Hydroxypropylmethylcellulose | Emulgator, Füllstoff, Stabilisator, Verdickungsmittel. Sie verleiht Flüssigkeiten eine zähflüssige Konsistenz und bildet beim Erhitzen starke Gele aus. | nicht festgelegt                                                        |
| E 465    | 465      | Emul., Sch-Mit., Stab., Über., Verd.                                                                | Ethylmethylcellulose | Füllstoff, Stabilisator, Trägerstoff, Verdickungsmittel. Sie verleiht Flüssigkeiten eine zähflüssige Konsistenz und bildet beim Erhitzen starke Gele aus. | nicht festgelegt                                                        |
| E 466    | 466      | Emul., Fest., Füll., Gelm., Sch-Mit., Stab., Über., Verd.                                           | Natriumcarboxymethylcellulosen (CMC) | Trägerstoff, Verdickungsmittel, Überzugsmittel. Zusammen mit Cellulose (E 460) ist Natrium-Carboxymethylcellulose in der Lage, feste Gele auszubilden. Weil sie sehr stabile glatte Filme bildet, wird sie auch als Überzugsmittel eingesetzt. | nicht festgelegt                                                        |
| -        | 467      | Emul., Stab., Verd.                                                                                 | Ethylhydroxyethylcellulose | Keine E-Nummer, in der EU und der Schweiz nicht zugelassen. |                                                                         |
| E 468    | 468      | Stab., Verd.                                                                                        | Vernetzte Natriumcarboxymethylcellulose | Füllstoff, Verdickungsmittel. Sie ist in Wasser nicht löslich, quillt jedoch auf, ohne sich dabei feucht oder klebrig anzufühlen. | nicht festgelegt                                                        |
| E 469    | 469      | Stab., Verd.                                                                                        | enzymatisch hydrolysierte Natriumcarboxymethylcellulose | Füllstoff, Stabilisator. Als Füllstoff in energiereduzierten Lebensmitteln wird die Substanz eingesetzt, um bei weniger Fett die gleiche Konsistenz und Fülle zu erzeugen. | nicht festgelegt                                                        |
| E 470    | 470      | Emul., Stab., Trenn.,                                                                               | Al, NH4-, Na-, K- und Ca-Salze der Speisefettsäuren (G): | Emulgator, Stabilisator, Trennmittel, Überzugsmittel. Natrium- und Kaliumsalze sind gut dazu geeignet, fettlösliche Substanzen als winzige Tröpfchen in ansonsten wässrigen Lösungen zu verteilen. | nicht festgelegt                                                        |
| E 470a   | -        | Emul., Sch-Mit., Stab., Trenn., Über.                                                               | Natrium-, Kalium- und Calcium-Salze von Speisefettsäuren | Emulgator, Stabilisator, Trennmittel, Überzugsmittel. Natrium- und Kaliumsalze sind gut dazu geeignet, fettlösliche Substanzen als winzige Tröpfchen in ansonsten wässrigen Lösungen zu verteilen. | nicht festgelegt                                                        |
| E 470b   | -        | Emul., Sch-Mit., Stab., Trenn., Über., Verd.                                                        | Magnesiumsalz von Speisefettsäuren | Trägerstoff, Trennmittel, Überzugsmittel. Das feine Pulver hat sehr gute Hafteigenschaften und wird deshalb vor allem als Trennmittel eingesetzt. | nicht festgelegt                                                        |
| E 471    | 471      | Emul., Mehl., Stab., Sch-Ver.                                                                       | Mono- und Diglyceride von Speisefettsäuren (G) | Emulgator, Mehlbehandlungsmittel. In Backwaren gehen MDG Wechselwirkungen mit der enthaltenen Stärke ein, die dazu führen, dass diese ihre Wasserbindungsfähigkeit länger aufrechterhält und die Backwaren weniger schnell altbacken werden. | nicht festgelegt                                                        |
| E 472a   | 472a     | Emul., Kompl., Mehl., Sch-Mit., Stab., Trä-St., Über.                                               | Essigsäureester von Mono- und Diglyceride von Speisefettsäuren (G) | Emulgatoren, Trägerstoffe, Überzugsmittel. Verstärken die Wirkung anderer Emulgatoren, in dem sie die Kristallstruktur und Verformbarkeit von Fetten beeinflussen. | nicht festgelegt                                                        |
| E 472b   | 472b     | Emul., Kompl., Mehl., Sch-Mit., Stab.                                                               | Milchsäureester von Mono- und Diglyceride von Speisefettsäuren (G) | Emulgator, Mehlbehandlungsmittel, Stabilisator, Trägerstoff. Sie sind dazu geeignet, Luft in Lebensmitteln zu halten und beeinflussen so die Porenbildung und das Volumen von Backwaren. | nicht festgelegt                                                        |
| E 472c   | 472c     | Anti., Emul., Kompl., Mehl., Sch-Mit., Stab., Trä-St.                                               | Citronensäureester von Mono- und Diglyceride von Speisefettsäuren (G) | Emulgatoren, Komplexbildner, Trägerstoffe. Citronensäureester sind in der Lage, Öl-in-Wasser-Emulsionen auszubilden, unterstützen die Wirkung von Antioxidantien und schützen so Fette vor dem Verderb. | nicht festgelegt                                                        |
| E 472d   | 472d     | Emul., Komp., Stab.                                                                                 | Weinsäureester von Mono- und Diglyceride von Speisefettsäuren (G) | Emulgatoren, Trägerstoffe. E 472d ist sehr schwer löslich und daher nur von geringer technologischer Bedeutung. | nicht festgelegt                                                        |
| E 472e   | 472e     | Emul., Komp., Stab.                                                                                 | Mono- und Diacetylweinsäureester von Mono- und Diglyceride von Speisefettsäuren (G) | Emulgatoren. Weil diese Esterverbindungen mit Proteinen und insbesondere Weizengluten starke Wechselwirkungen eingehen, sind sie vor allem in der Backwarenherstellung von großer Bedeutung. | 25                                                                      |
| E 472f   | -        | Emul., Mehl., SM                                                                                    | Gemischte Wein- und Essigsäureester von Mono- und Diglyceride von Speisefettsäuren (G) | Emulgatoren, Mehlbehandlungsmittel. Wirkungen und Anwendungen wie E 472e. | nicht festgelegt                                                        |
| -        | 472g     | Emul., Komp., Stab.                                                                                 | Gemischte Wein- und Essigsäureester von Mono- und Diglyceride von Speisefettsäuren (G) | keine E-Nummer, in der EU und der Schweiz nicht zugelassen. |                                                                         |
| E 473    | 473      | Emul., Mehl., Sch-Mit., Stab., Über.                                                                | Zuckerester von Speisefettsäuren (G) | Emulgator, Mehlbehandlungsmittel. Zuckerester unterscheiden sich in ihrer Wirksamkeit danach, welche Fettsäure überwiegt und wie groß der Saccharoseanteil ist. | 40 (für die Summe aus Zuckerester und Zuckerglyceriden E 474)           |
| E 474    | 474      | Emul., Mehl.                                                                                        | Zuckerglyceride (G) | Emulgator, Mehlbehandlungsmittel. Zuckerester unterscheiden sich in ihrer Wirksamkeit danach, welche Fettsäure überwiegt und wie groß der Saccharoseanteil ist. | 40 (für die Summe aus Zuckerester und Zuckerglyceriden E 474)           |
| E 475    | 475      | Emul., Stab., Sch-Ver.                                                                              | Polyglycerinester von Speisefettsäuren (G) | Backemulgator, Schaumverhüter. Diese Esterverbindungen sind auch bei hohen Temperaturen stabil. Zudem halten sie mit Luft aufgeschlagene Lebensmittel stabil und verhindern das unerwünschte Spritzen von Fetten beim Erhitzen. | 25                                                                      |
| E 476    | 476      | Emul., Stab.                                                                                        | Polyglycerin-Polyricinoleat (PGPR) | Schokoladenemulgator. Die Verbindung von Polyglycerin und Polyrizinsäure verringert die Zähflüssigkeit von Schokoladenmassen und verbessert ihre Fließfähigkeit. | 7,5                                                                     |
| E 477    | 477      | Emul.                                                                                               | Propylenglycolester von Speisefettsäuren verestert | Emulgator. Unterstützen die Wirkung anderer Emulgatoren, indem sie die Kristallform von Fetten beeinflussen. | 25 zus. mit E 405                                                       |
| -        | 478      | Emul.                                                                                               | „Lactylated fatty acid esters of glycerol and propylene glycol“ | keine E-Nummer, in der EU und der Schweiz nicht zugelassen. |                                                                         |
| E 479b   | 479      | Emul., Sch-Ver., Trenn.                                                                             | Thermooxidiertes Sojaöl, mit MDG verestert | Backemulgator TOSOM, Schaumverhütungsmittel, Trennmittel. Ein Gemisch, das starke Emulgatoreigenschaften hat. | 25                                                                      |
| (E 480)  | -        | | Stearoyl-2-lactylsäure | In der EU nur als Futtermittelzusatzstoff zugelassen, in der Schweiz nicht zugelassen. |                                                                         |
| -        | 480      | Emul., Feucht.                                                                                      | Dioctylnatriumsulfosuccinat | keine E-Nummer, in der EU und der Schweiz nicht zugelassen. |                                                                         |
| E 481    | 481      | Emul., Mehl., Sch-Mit., Stab.                                                                       | Natriumstearoyl-2-lactylat (NSL) | Emulgator, Mehlbehandlungsmittel. Wegen seiner Wechselwirkungen mit Gluten verbessert Natriumstearoyl-2-lactylat die Backeigenschaften von Mehlen. Als Emulgator mit den Eiweißen der Milch sorgt E 481 für bessere Schaumbildung. | 22                                                                      |
| E 482    | 482      | Emul., Mehl., Sch-Mit., Stab.                                                                       | Calciumstearoyl-2-lactylat (CSL); INS: Calciumlactylate (G) | Emulgator, Mehlbehandlungsmittel. | 22                                                                      |
| E 483    | 483      | Emul., Mehl.                                                                                        | Stearyltartrat | Emulgator, Mehlbehandlungsmittel. Stearyltartrat ist in der Lage, Öl-in-Wasser-Emulsionen auszubilden. Weil die Verbindungen mit Proteinen und insbesondere dem Weizengluten Wechselwirkungen eingehen, sind sie vor allem in der Backwarenherstellung von Bedeutung. | 20                                                                      |
| -        | 484      | Anti., Emul., Kompl.,                                                                               | Stearylcitrat | keine E-Nummer, in der EU und der Schweiz nicht zugelassen. |                                                                         |
| -        | 485      | Emul.                                                                                               | Natriumstearylfumarat | keine E-Nummer, in der EU und der Schweiz nicht zugelassen. |                                                                         |
| -        | 486      | Emul.                                                                                               | Calciumstearylfumarat | keine E-Nummer, in der EU und der Schweiz nicht zugelassen. |                                                                         |
| -        | 487      | Emul.                                                                                               | Natriumlaurylsulfat | keine E-Nummer, in der EU und der Schweiz nicht zugelassen. |                                                                         |
| -        | 488      | Emul.                                                                                               | ethoxylierte Mono- und Diglyceride | keine E-Nummer, in der EU und der Schweiz nicht zugelassen. |                                                                         |
| -        | 489      | Emul.                                                                                               | Methylglucoside-Kokosölester | keine E-Nummer, in der EU und der Schweiz nicht zugelassen. |                                                                         |
| E 491    | 491      | Emul., Stab.                                                                                        | Sorbitanmonostearat | Emulgatoren. Sorbitane sind die Esterverbindungen des Sorbits (E 420) mit unterschiedlichen Speisefettsäuren. Die Verbindungen wirken emulgierend und haben darüber hinaus eine stabilisierende Wirkung auf die Kristallstruktur fester Fette. Sie begünstigen den Lufteinschluss in Lebensmitteln und sorgen so oftmals für ein schaumiges, lockeres Gefühl im Mund. | 10 (als Sorbitan, berechnet aus der Summe aller Sorbitanfettsäureester) |
| E 492    | 492      | Emul., Stab.                                                                                        | Sorbitantristearat | Emulgatoren. Sorbitane sind die Esterverbindungen des Sorbits (E 420) mit unterschiedlichen Speisefettsäuren. Die Verbindungen wirken emulgierend und haben darüber hinaus eine stabilisierende Wirkung auf die Kristallstruktur fester Fette. Sie begünstigen den Lufteinschluss in Lebensmitteln und sorgen so oftmals für ein schaumiges, lockeres Gefühl im Mund. | 10 (als Sorbitan, berechnet aus der Summe aller Sorbitanfettsäureester) |
| E 493    | 493      | Emul., Stab.                                                                                        | Sorbitanmonolaurat | Emulgatoren. Sorbitane sind die Esterverbindungen des Sorbits (E 420) mit unterschiedlichen Speisefettsäuren. Die Verbindungen wirken emulgierend und haben darüber hinaus eine stabilisierende Wirkung auf die Kristallstruktur fester Fette. Sie begünstigen den Lufteinschluss in Lebensmitteln und sorgen so oftmals für ein schaumiges, lockeres Gefühl im Mund. | 10 (als Sorbitan, berechnet aus der Summe aller Sorbitanfettsäureester) |
| E 494    | 494      | Emul., Stab.                                                                                        | Sorbitanmonooleat | Emulgatoren. Sorbitane sind die Esterverbindungen des Sorbits (E 420) mit unterschiedlichen Speisefettsäuren. Die Verbindungen wirken emulgierend und haben darüber hinaus eine stabilisierende Wirkung auf die Kristallstruktur fester Fette. Sie begünstigen den Lufteinschluss in Lebensmitteln und sorgen so oftmals für ein schaumiges, lockeres Gefühl im Mund. | 10 (als Sorbitan, berechnet aus der Summe aller Sorbitanfettsäureester) |
| E 495    | 495      | Emul.                                                                                               | Sorbitanmonopalmitat | Emulgatoren. Sorbitane sind die Esterverbindungen des Sorbits (E 420) mit unterschiedlichen Speisefettsäuren. Die Verbindungen wirken emulgierend und haben darüber hinaus eine stabilisierende Wirkung auf die Kristallstruktur fester Fette. Sie begünstigen den Lufteinschluss in Lebensmitteln und sorgen so oftmals für ein schaumiges, lockeres Gefühl im Mund. | 10 (als Sorbitan, berechnet aus der Summe aller Sorbitanfettsäureester) |
| -        | 496      | Emul.                                                                                               | Sorbitantrioleat | keine E-Nummer, in der EU und der Schweiz nicht zugelassen. |                                                                         |
| E 499    | 499      | Emul., Stab.                                                                                        | Stigmasterinreiche Phytosterine (G) | In der Schweiz nicht zugelassen. |                                                                         |
| E 500    | 500      | Back., Säu-Reg., Stab., Trenn., Verd.                                                               | Natriumcarbonate (G): i) Natriumcarbonat ii) Natriumhydrogencarbonat iii) Natriumsesquicarbonat | Backtriebmittel, Säureregulator, Trägerstoff. Zu den Natriumcarbonaten gehören Soda (Natriumcarbonat, Dinatriumcarbonat), Natron (Natriumhydrogencarbonat, Natriumbicarbonat) und Natriumsesquicarbonat, das ein Mischkristall aus Soda und Natron ist. | nicht festgelegt                                                        |
| E 501    | 501      | Back., Säu-Reg., Stab., Trenn.                                                                      | Kaliumcarbonate (G): i) Kaliumcarbonat (Pottasche) ii) Kaliumhydrogencarbonat | Backtriebmittel, Säureregulator, Trennmittel. Kaliumcarbonate werden durch den Kontakt mit Säuren abgebaut. Dabei wird Kohlendioxid frei, wodurch zum Beispiel Teige ihr Volumen vergrößern. | nicht festgelegt                                                        |
| E 503    | 503      | Back., Säu-Reg.                                                                                     | Ammoniumcarbonate (G): i.) Ammoniumcarbonat, ii.) Ammoniumhydrogencarbonat | Salze der Kohlensäure E 290 und der Carbaminsäure. Zu den Ammoniumcarbonaten gehören Ammoniumcarbonat, Ammoniumhydrogencarbonat (Hirschhornsalz) und Ammoniumcarbaminat. | nicht festgelegt                                                        |
| E 504    | 504      | Farb-St.,Säu-Reg., Trenn., Trä-St.                                                                  | Magnesiumcarbonate (G): i) Magnesiumcarbonat ii) Magnesiumhydroxidcarbonat Magnesiumhydrogencarbonat | Magnesiumsalze von E 290. Zu den Magnesiumcarbonaten gehört neben Magnesiumcarbonat (Magnesit) auch Magnesiumhydrogencarbonat. Durch den Kontakt mit Säuren werden sie abgebaut und geben dabei Kohlendioxid frei. Sie dienen zum Aufschluss von Kakao und Milcheiweiß sowie als Säureregulator in Tafelwasser. | nicht festgelegt                                                        |
| -        | 505      | Säu-Reg.                                                                                            | Eisencarbonat | keine E-Nummer, in der EU und der Schweiz nicht zugelassen. |                                                                         |
| E 507    | 507      | Säu., Säu-Reg.                                                                                      | Salzsäure | Säureregulator. Salzsäure wird überwiegend zur Einstellung eines erwünschten Säuregrades oder zur gezielten Spaltung von Eiweißen eingesetzt. | nicht festgelegt                                                        |
| E 508    | 508      | Fest., GV, Säu-Reg., Stab., Trä-St., Verd.                                                          | Kaliumchlorid | Festigungsmittel, Geschmacksverstärker, Säureregulator, Trägerstoff. Salze der Salzsäure E 507. Kaliumchlorid wird vor allem wegen seiner geschmacksverstärkenden Wirkung eingesetzt. Calciumchlorid bildet mit Eiweißen feste Verbindungen, was vor allem in der Käseherstellung erwünscht ist. Zudem können Geliervorgänge mit Pektin (E 440) oder Alginaten (E 400) durch E 509 gesteuert werden. Darüber hinaus wird Calciumchlorid als Festigungsmittel in der Verarbeitung von Obst- und Gemüse eingesetzt. Magnesiumchlorid ist in der Lage, Feuchtigkeit auf der Oberfläche von Obst und Gemüse zu halten. Es wird zudem als Ersatz für Kochsalz eingesetzt. Ammoniumchlorid ist in der EU per Definition kein Zusatzstoff, und wird in der EU und in der Schweiz unter den entsprechenden Aromenverordnungen geführt.                                                                          | nicht festgelegt                                                        |
| E 509    | 509      | Fest., GV, Säu-Reg., Stab., Verd.                                                                   | Calciumchlorid | Festigungsmittel, Geschmacksverstärker, Säureregulator, Trägerstoff. Salze der Salzsäure E 507. Kaliumchlorid wird vor allem wegen seiner geschmacksverstärkenden Wirkung eingesetzt. Calciumchlorid bildet mit Eiweißen feste Verbindungen, was vor allem in der Käseherstellung erwünscht ist. Zudem können Geliervorgänge mit Pektin (E 440) oder Alginaten (E 400) durch E 509 gesteuert werden. Darüber hinaus wird Calciumchlorid als Festigungsmittel in der Verarbeitung von Obst- und Gemüse eingesetzt. Magnesiumchlorid ist in der Lage, Feuchtigkeit auf der Oberfläche von Obst und Gemüse zu halten. Es wird zudem als Ersatz für Kochsalz eingesetzt. Ammoniumchlorid ist in der EU per Definition kein Zusatzstoff, und wird in der EU und in der Schweiz unter den entsprechenden Aromenverordnungen geführt.                                                                          | nicht festgelegt                                                        |
| -        | 510      | GV, Mehl.                                                                                           | Ammoniumchlorid | Festigungsmittel, Geschmacksverstärker, Säureregulator, Trägerstoff. Salze der Salzsäure E 507. Kaliumchlorid wird vor allem wegen seiner geschmacksverstärkenden Wirkung eingesetzt. Calciumchlorid bildet mit Eiweißen feste Verbindungen, was vor allem in der Käseherstellung erwünscht ist. Zudem können Geliervorgänge mit Pektin (E 440) oder Alginaten (E 400) durch E 509 gesteuert werden. Darüber hinaus wird Calciumchlorid als Festigungsmittel in der Verarbeitung von Obst- und Gemüse eingesetzt. Magnesiumchlorid ist in der Lage, Feuchtigkeit auf der Oberfläche von Obst und Gemüse zu halten. Es wird zudem als Ersatz für Kochsalz eingesetzt. Ammoniumchlorid ist in der EU per Definition kein Zusatzstoff, und wird in der EU und in der Schweiz unter den entsprechenden Aromenverordnungen geführt.                                                                          | nicht festgelegt                                                        |
| E 511    | 511      | Fest., GV, Farb-St., Säu-Reg., Stab.                                                                | Magnesiumchlorid | Festigungsmittel, Geschmacksverstärker, Säureregulator, Trägerstoff. Salze der Salzsäure E 507. Kaliumchlorid wird vor allem wegen seiner geschmacksverstärkenden Wirkung eingesetzt. Calciumchlorid bildet mit Eiweißen feste Verbindungen, was vor allem in der Käseherstellung erwünscht ist. Zudem können Geliervorgänge mit Pektin (E 440) oder Alginaten (E 400) durch E 509 gesteuert werden. Darüber hinaus wird Calciumchlorid als Festigungsmittel in der Verarbeitung von Obst- und Gemüse eingesetzt. Magnesiumchlorid ist in der Lage, Feuchtigkeit auf der Oberfläche von Obst und Gemüse zu halten. Es wird zudem als Ersatz für Kochsalz eingesetzt. Ammoniumchlorid ist in der EU per Definition kein Zusatzstoff, und wird in der EU und in der Schweiz unter den entsprechenden Aromenverordnungen geführt.                                                                          | nicht festgelegt                                                        |
| E 512    | 512      | Anti., Farb-St., Stab.                                                                              | Zinn(II)-chlorid | Zinn-II-chlorid ist ausschließlich für Spargelkonserven in Gläsern oder Dosen zugelassen. | nicht festgelegt                                                        |
| E 513    | 513      | Säu.                                                                                                | Schwefelsäure | Säuerungsmittel. Zur Einstellung des Säuregrades oder zur gezielten Spaltung von Eiweißen. | nicht festgelegt                                                        |
| E 514    | 514      | Fest., Säu-Reg.                                                                                     | Natriumsulfate (G): i) Natriumsulfat ii) Natriumhydrogensulfat | Glaubersalz. Zu den Natriumsalzen der Schwefelsäure (E 513) gehören Natriumsulfat und Natriumhydrogensulfat. | nicht festgelegt                                                        |
| E 515    | 515      | Fest., Säu-Reg.                                                                                     | Kaliumsulfate (G): i) Kaliumsulfat ii) Kaliumhydrogensulfat | Kaliumsalze der Schwefelsäure E 513. | nicht festgelegt                                                        |
| E 516    | 516      | Fest., Kompl., Mehl., Säu-Reg., Stab.                                                               | Calciumsulfat | Calciumsalz der Schwefelsäure E 513, Gips. | nicht festgelegt                                                        |
| E 517    | 517      | Mehl., Stab., Trä-St.                                                                               | Ammoniumsulfat | EU: Nur als Trägerstoff. Schweiz: Zugelassen. |                                                                         |
| -        | 518      | Fest., GV.                                                                                          | Magnesiumsulfat | Keine E-Nummer, in der EU und der Schweiz nicht zugelassen. | –                                                                       |
| -        | 519      | Farb-St.                                                                                            | Kupfersulfat | Keine E-Nummer, in der EU und der Schweiz nicht zugelassen. | –                                                                       |
| E 520    | 520      | Fest., Stab.                                                                                        | Aluminiumsulfat | Festigungsmittel, Stabilisator. Aluminiumsulfate verleihen Obst- und Gemüsestücken größere Festigkeit und verfestigt essbare Wursthüllen aus Naturdarm sowie Überzüge aus anderen Geliermitteln. | 1                                                                       |
| E 521    | 521      | Fest., Säu-Reg.                                                                                     | Aluminiumnatriumsulfat | Salz der Schwefelsäure E 513, Alaune. Wird wie Aluminiumsulfat (E 520) eingesetzt. | 1                                                                       |
| E 522    | 522      | Fest., Säu-Reg., Stab.                                                                              | Aluminiumkaliumsulfat | Salze der Schwefelsäure E 513, Alaune. Sie werden wie Aluminiumsulfat (E 520) eingesetzt. | 1                                                                       |
| E 523    | 523      | Back., Fest., Farb-St., Säu-Reg., Stab.                                                             | Aluminiumammoniumsulfat | Alaun, Salze der Schwefelsäure E 513. Es wird wie Aluminiumsulfat (E 520) eingesetzt. | 1                                                                       |
| E 524    | 524      | Säu-Reg.                                                                                            | Natriumhydroxid | Auch Ätznatron. Natronlauge ist eine starke Base, die zum Einstellen und Stabilisieren gewünschter Säuregrade (pH-Werte) eingesetzt wird. | nicht festgelegt                                                        |
| E 525    | 525      | Säu-Reg.                                                                                            | Kaliumhydroxid | Kalilauge ist eine starke Base, die zum Einstellen und Stabilisieren gewünschter Säuregrade (pH-Werte) eingesetzt wird. Kaliumhydroxid ist darüber hinaus zum Aufschluss von Stärke und Eiweiß geeignet. | nicht festgelegt                                                        |
| E 526    | 526      | Fest., Säu-Reg.                                                                                     | Calciumhydroxid | Kalkmilch ist eine starke, ätzende Base und wird unter anderem in der Aufbereitung von Trinkwasser eingesetzt. Es dient darüber hinaus dem Aufschluss von Eiweißen und Stärke, was zum Beispiel bei der Gewinnung von Restzuckern aus Melasse genutzt wird. | nicht festgelegt                                                        |
| E 527    | 527      | Säu-Reg.                                                                                            | Ammoniumhydroxid | Ammoniumhydroxid ist die wässrige Lösung des Ammoniaks. Weil es in der Lage ist, Säuren zu neutralisieren, wird Ammoniumhydroxid in der Aufbereitung von Trinkwasser eingesetzt. Es dient darüber hinaus dem Aufschluss von Milcheiweiß, Kakaoerzeugnissen und Eiprodukten. | nicht festgelegt                                                        |
| E 528    | 528      | Farb-St., Säu-Reg.                                                                                  | Magnesiumhydroxid | Säureregulator, Trennmittel. Magnesiumhydroxid wird zum Einstellen und Stabilisieren gewünschter Säuregrade (pH-Werte) genutzt und vor allem zur Trinkwasseraufbereitung eingesetzt. Darüber hinaus dient E 528 dem Aufschluss von Milcheiweiß und Kakaoerzeugnissen. | nicht festgelegt                                                        |
| E 529    | 529      | Mehl., Säu-Reg.                                                                                     | Calciumoxid | Calciumoxid wird wegen seiner Herstellung auch Branntkalk genannt. Mit Wasser wird daraus Calciumhydroxid (E 526) hergestellt und entsprechend eingesetzt. | nicht festgelegt                                                        |
| E 530    | 530      | Säu-Reg., Trenn.                                                                                    | Magnesiumoxid | Magnesia. Das weiße Pulver wirkt auf Säuren neutralisierend. Es wird unter anderem in der Trinkwasseraufbereitung eingesetzt, dient aber auch zum Aufschluss von Rohkakao und Milcheiweiß. Als Trennmittel sorgt es dafür, dass Pulver und Granulate nicht verklumpen und rieselfähig bleiben. | nicht festgelegt                                                        |
| E 534    | 534      | Trenn.                                                                                              | Eisentartrat | Rieselhilfe für Speisesalz |                                                                         |
| E 535    | 535      | Stab., Trenn.                                                                                       | Natriumferrocyanid | Trennmittel. Ferrocyanide, auch als Blutlaugensalz bekannt, verbessern die Rieselfähigkeit des Speisesalzes, indem sie sich wie eine Hülle um die entstehenden Kristalle legen. Kaliumferrocyanid wird auch als Klärmittel für Wein verwendet. Eisenhexacyanomanganat hat keine E-Nummer und ist in der EU und der Schweiz nicht zugelassen. | 0,03 (für die Summe aller Ferrocyanide)                                 |
| E 536    | 536      | Stab., Trenn.                                                                                       | Kaliumferrocyanid | Trennmittel. Ferrocyanide, auch als Blutlaugensalz bekannt, verbessern die Rieselfähigkeit des Speisesalzes, indem sie sich wie eine Hülle um die entstehenden Kristalle legen. Kaliumferrocyanid wird auch als Klärmittel für Wein verwendet. Eisenhexacyanomanganat hat keine E-Nummer und ist in der EU und der Schweiz nicht zugelassen. | 0,03 (für die Summe aller Ferrocyanide)                                 |
| -        | 537      | Trenn.                                                                                              | Eisenhexacyanomanganat | Trennmittel. Ferrocyanide, auch als Blutlaugensalz bekannt, verbessern die Rieselfähigkeit des Speisesalzes, indem sie sich wie eine Hülle um die entstehenden Kristalle legen. Kaliumferrocyanid wird auch als Klärmittel für Wein verwendet. Eisenhexacyanomanganat hat keine E-Nummer und ist in der EU und der Schweiz nicht zugelassen. | 0,03 (für die Summe aller Ferrocyanide)                                 |
| E 538    | 538      | Stab., Trenn.                                                                                       | Calciumferrocyanid | Trennmittel. Ferrocyanide, auch als Blutlaugensalz bekannt, verbessern die Rieselfähigkeit des Speisesalzes, indem sie sich wie eine Hülle um die entstehenden Kristalle legen. Kaliumferrocyanid wird auch als Klärmittel für Wein verwendet. Eisenhexacyanomanganat hat keine E-Nummer und ist in der EU und der Schweiz nicht zugelassen. | 0,03 (für die Summe aller Ferrocyanide)                                 |
| -        | 539      | Anti., Kompl.                                                                                       | Natriumthiosulfat | Keine E-Nummer, in der EU und der Schweiz nicht zugelassen. | –                                                                       |
| E 541    | 541      | Back., Emul., Säu-Reg., Stab., Verd.                                                                | Saures Natriumaluminiumphosphat (SALP) | Backtriebmittel. SALP ist ein Abkömmling der Phosphorsäure (E 338). Es wird in Backpulvern als Säureträger eingesetzt. | 1                                                                       |
| -        | 542      | Emul., Feucht., Stab., Trenn., Verd.                                                                | Knochenphosphate | Keine E-Nummer, in der EU und der Schweiz nicht zugelassen. | –                                                                       |
| -        | 550      | Trenn.                                                                                              | Natriumsilikate | Keine E-Nummer, in der EU und der Schweiz nicht zugelassen. | –                                                                       |
| E 551    | 551      | Sch-Ver., Trä-St., Trenn.                                                                           | Siliciumdioxid | Füllstoff, Trägerstoff, Trennmittel. Als feinste Pulver verhindern Kieselsäure und Silikate das Verklumpen von Pulvern oder das Aneinanderkleben beispielsweise von Süßwaren, Käsescheiben, Kaugummis, Reis und Salz. Bio Suisse hat auch die Zulassung von E 551, wegen Bedenken in Bezug auf die enthaltenen Nanopartikel, auf Anfang 2019 beendet. | nicht festgelegt                                                        |
| E 552    | 552      | Trenn.                                                                                              | Calciumsilicat | Füllstoff, Trägerstoff, Trennmittel. Als feinste Pulver verhindern Kieselsäure und Silikate das Verklumpen von Pulvern oder das Aneinanderkleben beispielsweise von Süßwaren, Käsescheiben, Kaugummis, Reis und Salz. Bio Suisse hat auch die Zulassung von E 551, wegen Bedenken in Bezug auf die enthaltenen Nanopartikel, auf Anfang 2019 beendet. | nicht festgelegt                                                        |
| E 553a   | 553      | Trenn.                                                                                              | Magnesiumsilicate (G): Magnesiumsilicat, Magnesiumtrisilicat | Füllstoff, Trägerstoff, Trennmittel. Als feinste Pulver verhindern Kieselsäure und Silikate das Verklumpen von Pulvern oder das Aneinanderkleben beispielsweise von Süßwaren, Käsescheiben, Kaugummis, Reis und Salz. Bio Suisse hat auch die Zulassung von E 551, wegen Bedenken in Bezug auf die enthaltenen Nanopartikel, auf Anfang 2019 beendet. | nicht festgelegt                                                        |
| E 553b   | 553      | Trenn.,Über., Verd.                                                                                 | Talkum | Füllstoff, Trägerstoff, Trennmittel. Als feinste Pulver verhindern Kieselsäure und Silikate das Verklumpen von Pulvern oder das Aneinanderkleben beispielsweise von Süßwaren, Käsescheiben, Kaugummis, Reis und Salz. Bio Suisse hat auch die Zulassung von E 551, wegen Bedenken in Bezug auf die enthaltenen Nanopartikel, auf Anfang 2019 beendet. | nicht festgelegt                                                        |
| E 554    | 554      | Trenn.                                                                                              | Natriumaluminiumsilicat | Füllstoff, Trägerstoff, Trennmittel. Als feinste Pulver verhindern Kieselsäure und Silikate das Verklumpen von Pulvern oder das Aneinanderkleben beispielsweise von Süßwaren, Käsescheiben, Kaugummis, Reis und Salz. Bio Suisse hat auch die Zulassung von E 551, wegen Bedenken in Bezug auf die enthaltenen Nanopartikel, auf Anfang 2019 beendet. | 1                                                                       |
| E 555    | 555      | Trenn., Trä-St.                                                                                     | Kaliumaluminiumsilicate | Füllstoff, Trägerstoff, Trennmittel. Als feinste Pulver verhindern Kieselsäure und Silikate das Verklumpen von Pulvern oder das Aneinanderkleben beispielsweise von Süßwaren, Käsescheiben, Kaugummis, Reis und Salz. Bio Suisse hat auch die Zulassung von E 551, wegen Bedenken in Bezug auf die enthaltenen Nanopartikel, auf Anfang 2019 beendet. | 1                                                                       |
| E 556    | 556      | Trenn.                                                                                              | Calciumaluminiumsilicat | EU: zugelassen bis 31. Mai 2013. In der Schweiz nicht zugelassen. | 1                                                                       |
| -        | 557      | Trenn.                                                                                              | Zinksilicat | Keine E-Nummer, in der EU und der Schweiz nicht zugelassen. | –                                                                       |
| E 558    | 558      | Trenn.                                                                                              | Bentonit | EU: zugelassen bis 31. Mai 2013 |                                                                         |
| E 559    | 559      | Trenn.                                                                                              | Aluminiumsilicat (Kaolin) | Füllstoff, Trägerstoff, Trennmittel. Schweiz: nicht zugelassen. EU: nur bis 31. Januar 2014 zugelassen | 1                                                                       |
| -        | 560      | Trenn.                                                                                              | Kaliumsilicat | Keine E-Nummer, in der EU und der Schweiz nicht zugelassen. | –                                                                       |
| E 570    | 570      | Emul., Stab., Sch-Ver., Trenn., Über.                                                               | Speisefettsäuren (G) | Fettsäuren sind die Bausteine aller Fette und Öle. Sie sind vor allem als Rohstoffe für die Herstellung verschiedener Emulgatoren von Bedeutung. | nicht festgelegt                                                        |
| E 574    | 574      | Back., Säu-Reg., Stab.                                                                              | Gluconsäure | Milde Säuerungsmittel und Komplexbildner, die die Wirkung von Antioxidantien, Gelier- und Verdickungsmitteln unterstützen. | nicht festgelegt                                                        |
| E 575    | 575      | Back., Kompl., Säu-Reg., Stab.                                                                      | Glucono-delta-lacton | Milde Säuerungsmittel und Komplexbildner, die die Wirkung von Antioxidantien, Gelier- und Verdickungsmitteln unterstützen. | nicht festgelegt                                                        |
| E 576    | 576      | Kompl.,Säu-Reg., Stab., Verd.                                                                       | Natriumgluconat | Milde Säuerungsmittel und Komplexbildner, die die Wirkung von Antioxidantien, Gelier- und Verdickungsmitteln unterstützen. | nicht festgelegt                                                        |
| E 577    | 577      | Kompl.,Säu-Reg., Stab.                                                                              | Kaliumgluconat | Milde Säuerungsmittel und Komplexbildner, die die Wirkung von Antioxidantien, Gelier- und Verdickungsmitteln unterstützen. | nicht festgelegt                                                        |
| E 578    | 578      | Fest., Kompl.,Säu-Reg., Stab.                                                                       | Calciumgluconat | Milde Säuerungsmittel und Komplexbildner, die die Wirkung von Antioxidantien, Gelier- und Verdickungsmitteln unterstützen. | nicht festgelegt                                                        |
| E 579    | 579      | Farb., Farb-St.                                                                                     | Eisengluconat | Eisen-II-gluconat ist ausschließlich zum Schwarzfärben grüner Oliven zugelassen. | 0,8 (PMTDI)                                                             |
| -        | 580      | Fest., GV, Säu-Reg.                                                                                 | Magnesiumgluconat | Keine E-Nummer, in der EU und der Schweiz nicht zugelassen. | –                                                                       |
| E 585    | 585      | Farb., Farb-St.                                                                                     | Eisenlactat | | 0,8 mg/kg Körpergewicht                                                 |
| E 586    | 586      | Anti., Farb-St.                                                                                     | 4-Hexylresorcin | Antioxidationsmittel für frische, gefrorene und tiefgefrorene Krebstiere, verhindert die Braunfärbung. | nicht festgelegt                                                        |
| E 620    | 620      | GV                                                                                                  | Glutaminsäure | Glutamate, Würzmittel zur Geschmacksverstärkung, Ersatz für Kochsalz. | nicht festgelegt                                                        |
| E 621    | 621      | GV                                                                                                  | Natriumglutamat | Glutamate, Würzmittel zur Geschmacksverstärkung, Ersatz für Kochsalz. | nicht festgelegt                                                        |
| E 622    | 622      | GV                                                                                                  | Monokaliumglutamat | Glutamate, Würzmittel zur Geschmacksverstärkung, Ersatz für Kochsalz. | nicht festgelegt                                                        |
| E 623    | 623      | GV                                                                                                  | Calciumdiglutamat | Glutamate, Würzmittel zur Geschmacksverstärkung, Ersatz für Kochsalz. | nicht festgelegt                                                        |
| E 624    | 624      | GV                                                                                                  | Monoammoniumglutamat | Glutamate, Würzmittel zur Geschmacksverstärkung, Ersatz für Kochsalz. | nicht festgelegt                                                        |
| E 625    | 625      | GV                                                                                                  | Magnesiumdiglutamat | Glutamate, Würzmittel zur Geschmacksverstärkung, Ersatz für Kochsalz. | nicht festgelegt                                                        |
| E 626    | 626      | GV                                                                                                  | Guanylsäure | Guanylsäure und Guanylate wirken in salzhaltigen Lebensmitteln stark geschmacksverstärkend. In Mischungen mit Glutaminsäure (E 620) wird ihre Wirksamkeit erhöht. | nicht festgelegt                                                        |
| E 627    | 627      | GV                                                                                                  | Dinatriumguanylat | Guanylsäure und Guanylate wirken in salzhaltigen Lebensmitteln stark geschmacksverstärkend. In Mischungen mit Glutaminsäure (E 620) wird ihre Wirksamkeit erhöht. | nicht festgelegt                                                        |
| E 628    | 628      | GV                                                                                                  | Dikaliumguanylat | Guanylsäure und Guanylate wirken in salzhaltigen Lebensmitteln stark geschmacksverstärkend. In Mischungen mit Glutaminsäure (E 620) wird ihre Wirksamkeit erhöht. | nicht festgelegt                                                        |
| E 629    | 629      | GV                                                                                                  | Calciumguanylat | Guanylsäure und Guanylate wirken in salzhaltigen Lebensmitteln stark geschmacksverstärkend. In Mischungen mit Glutaminsäure (E 620) wird ihre Wirksamkeit erhöht. | nicht festgelegt                                                        |
| E 630    | 630      | GV                                                                                                  | Inosinsäure | Inosinsäure und Inosinate wirken in salzhaltigen Lebensmitteln stark geschmacksverstärkend. In Mischungen mit Glutaminsäure (E 620) wird ihre Wirksamkeit erhöht. | nicht festgelegt                                                        |
| E 631    | 631      | GV                                                                                                  | Dinatriuminosinat | Inosinsäure und Inosinate wirken in salzhaltigen Lebensmitteln stark geschmacksverstärkend. In Mischungen mit Glutaminsäure (E 620) wird ihre Wirksamkeit erhöht. | nicht festgelegt                                                        |
| E 632    | 632      | GV                                                                                                  | Dikaliuminosinat | Inosinsäure und Inosinate wirken in salzhaltigen Lebensmitteln stark geschmacksverstärkend. In Mischungen mit Glutaminsäure (E 620) wird ihre Wirksamkeit erhöht. | nicht festgelegt                                                        |
| E 633    | 633      | GV                                                                                                  | Calciuminosinat | Inosinsäure und Inosinate wirken in salzhaltigen Lebensmitteln stark geschmacksverstärkend. In Mischungen mit Glutaminsäure (E 620) wird ihre Wirksamkeit erhöht. | nicht festgelegt                                                        |
| E 634    | 634      | GV                                                                                                  | Calcium-5'-ribonucleotid | Das Hydrolysat dieser Nucleinsäuren enthält unter anderem Guanylsäure (E 626) und Guanylate sowie Inosinsäure (E 630) und Inosinate. Aus diesem Grund wirkt Calcium-5’-ribonucleotid geschmacksverstärkend. | nicht festgelegt                                                        |
| E 635    | 635      | GV                                                                                                  | Dinatrium-5'-ribonucleotid | Das Hydrolysat dieser Nucleinsäuren enthält unter anderem Guanylsäure (E 626) und Guanylate sowie Inosinsäure (E 630) und Inosinate. Aus diesem Grund wirkt Calcium-5’-ribonucleotid geschmacksverstärkend. | nicht festgelegt                                                        |
| -        | 636      | GV                                                                                                  | Maltol | Keine E-Nummer, in der EU und der Schweiz nicht zugelassen. | –                                                                       |
| -        | 637      | GV                                                                                                  | Ethylmaltol | Keine E-Nummer, in der EU und der Schweiz nicht zugelassen. | –                                                                       |
| -        | 638      | GV                                                                                                  | Natriumaspartat | Keine E-Nummer, in der EU und der Schweiz nicht zugelassen. | –                                                                       |
| -        | 639      | GV                                                                                                  | DL-Alanin | Keine E-Nummer, in der EU und der Schweiz nicht zugelassen. | –                                                                       |
| E 640    | 640      | GV                                                                                                  | Glycin und dessen Natriumsalz (G) | Die selbst leicht süßliche Verbindung sowie ihr Natriumsalz runden den Geschmack von Süßstoffen ab. | nicht festgelegt                                                        |
| E 641    | 641      | GV                                                                                                  | L-Leucin | |                                                                         |
| -        | 642      | GV                                                                                                  | Lysinhydrochlorid | Keine E-Nummer, in der EU und der Schweiz nicht zugelassen. |                                                                         |
| E 650    | 650      | GV                                                                                                  | Zinkacetat | Zinkacetat ist das Zinksalz der Essigsäure (E 260) und ist ausschließlich für Kaugummi zugelassen. | nicht festgelegt                                                        |
| E 900    | 900a     | Emul., Sch-Ver., Trenn.                                                                             | Polydimethylsiloxan (PDMS) | In Lebensmitteln verhindert das sogenannte Silikonöl, dass bei der Herstellung von Konfitüren, Obstsäften oder bei Frittiervorgängen unerwünschte Schäume entstehen. | 1,5                                                                     |
| -        | 900b     | Sch-Ver.,                                                                                           | Methylphenylpolysiloxan | Keine E-Nummer, in der EU und der Schweiz nicht zugelassen. | –                                                                       |
| E 901    | 901      | Emul., Stab., Trä-St., Über., Verd.                                                                 | Bienenwachs, weiß und gelb | Als Überzugsmittel oder Oberflächenbehandlungsmittel verhindern Wachse zum Beispiel bei Obst den Verlust von Feuchtigkeit durch die Schale. Früchte, deren Oberfläche so behandelt wurde, tragen den Hinweis „gewachst“. Weiterhin als Überzugsmittel für Süßwaren, mit Schokolade überzogene Backwaren, Nüsse, Knabbererzeugnisse, Kaffeebohnen, Kaumasse für Kaugummi. | nicht festgelegt                                                        |
| E 902    | 902      | Emul., Trä-St., Über., Verd.                                                                        | Candelillawachs | Als Überzugsmittel oder Oberflächenbehandlungsmittel verhindern Wachse zum Beispiel bei Obst den Verlust von Feuchtigkeit durch die Schale. Früchte, deren Oberfläche so behandelt wurde, tragen den Hinweis „gewachst“. Weiterhin als Überzugsmittel für Süßwaren, mit Schokolade überzogene Backwaren, Nüsse, Knabbererzeugnisse, Kaffeebohnen, Kaumasse für Kaugummi. | nicht festgelegt                                                        |
| E 903    | 903      | Füll., Säu-Reg., Trenn., Trä-St., Über.                                                             | Carnaubawachs | Als Überzugsmittel oder Oberflächenbehandlungsmittel verhindern Wachse zum Beispiel bei Obst den Verlust von Feuchtigkeit durch die Schale. Früchte, deren Oberfläche so behandelt wurde, tragen den Hinweis „gewachst“. Weiterhin als Überzugsmittel für Süßwaren, mit Schokolade überzogene Backwaren, Nüsse, Knabbererzeugnisse, Kaffeebohnen, Kaumasse für Kaugummi. | nicht festgelegt                                                        |
| E 904    | 904      | Über.                                                                                               | Schellack | Als Überzugsmittel oder Oberflächenbehandlungsmittel verhindern Wachse zum Beispiel bei Obst den Verlust von Feuchtigkeit durch die Schale. Früchte, deren Oberfläche so behandelt wurde, tragen den Hinweis „gewachst“. Weiterhin als Überzugsmittel für Süßwaren, mit Schokolade überzogene Backwaren, Nüsse, Knabbererzeugnisse, Kaffeebohnen, Kaumasse für Kaugummi. | nicht festgelegt                                                        |
| -        | 905a     | Über.                                                                                               | hochviskoses Mineralöl, Lebensmittelqualität | Keine E-Nummer, in der EU und der Schweiz nicht zugelassen. |                                                                         |
| -        | 905b     | Sch-Ver., Über.                                                                                     | Petroleumgel | Keine E-Nummer, in der EU und der Schweiz nicht zugelassen. |                                                                         |
| E 905    | 905c     | Über.                                                                                               | Mikrowachs | Das Wachs mit der besonders feinen Kristallstruktur gehört zu den natürlichen Inhaltsstoffen des Erdöls. Ausschließlich zur Oberflächenbehandlung von Süßwaren (außer Schokolade), Kaugummi, Melonen, Mango, Papaya und Avocado. | nicht festgelegt                                                        |
| -        | 905d     | Sch-Ver., Über.                                                                                     | hochviskoses Mineralöl | Keine E-Nummer, in der EU und der Schweiz nicht zugelassen. |                                                                         |
| -        | 905e     | Sch-Ver., Über.                                                                                     | mittelviskoses Mineralöl | Keine E-Nummer, in der EU und der Schweiz nicht zugelassen. |                                                                         |
| -        | 905f     | Sch-Ver., Über.                                                                                     | nidrig- bis mittelviskoses Mineralöl, Klasse II | Keine E-Nummer, in der EU und der Schweiz nicht zugelassen. |                                                                         |
| -        | 905g     | Sch-Ver., Über.                                                                                     | nidrig- bis mittelviskoses Mineralöl, Klasse III | Keine E-Nummer, in der EU und der Schweiz nicht zugelassen. |                                                                         |
| -        | 906      | Über.                                                                                               | Benzoe | Keine E-Nummer, in der EU und der Schweiz nicht zugelassen. |                                                                         |
| E 907    | 907      | Über.                                                                                               | Hydriertes Poly-1-decen | Schützendes Überzugsmittel ausschließlich für Zuckerwaren und Trockenfrüchte. | 20                                                                      |
| -        | 908      | Über.                                                                                               | Reiskleiewachs | Keine E-Nummer, in der EU und der Schweiz nicht zugelassen. |                                                                         |
| -        | 909      | Über.                                                                                               | Walrat-Wachs | Keine E-Nummer, in der EU und der Schweiz nicht zugelassen. |                                                                         |
| -        | 910      | Über.                                                                                               | Wachsester | Keine E-Nummer, in der EU und der Schweiz nicht zugelassen. |                                                                         |
| -        | 911      | Über.                                                                                               | Fettsäuremethylester | Keine E-Nummer, in der EU und der Schweiz nicht zugelassen. |                                                                         |
| E 912    | -        | Über.                                                                                               | Montansäureester | Nur zur Oberflächenbehandlung von frischen Zitrusfrüchten, Melonen, Mangos, Papayas, Avocados und Ananas zugelassen, um sie vor dem Austrocknen zu schützen. Früchte, deren Oberfläche so behandelt wurde, tragen den Hinweis „gewachst“. EU: Ab dem 1. Oktober 2014 ist Montansäureester in der Europäischen Union nicht mehr als Zusatzstoff zugelassen Schweiz: Zugelassen. |                                                                         |
| -        | 913      | Über.                                                                                               | Wollwachs | Kaumasse für Kaugummi. Lanolin, eine bei der Aufbereitung von Schafwolle gewonnene, gereinigte salbenartige Masse. | –                                                                       |
| E 914    | -        | Über.                                                                                               | Polyethylenwachsoxidate | Künstliche Wachse. Überzugsmittel für frische Zitrusfrüchte, Melonen, Mangos, Papayas, Avocados oder Ananas, um sie vor dem Austrocknen zu schützen. Früchte, deren Oberfläche so behandelt wurde, tragen den Hinweis „gewachst“. | nicht festgelegt                                                        |
| -        | 915      | Über.                                                                                               | Kolophonester | Kaumasse für Kaugummi, Ester des Kolophoniums. | –                                                                       |
| -        | 916      | Mehl.                                                                                               | Calciumiodat | Keine E-Nummer, in der EU und der Schweiz nicht zugelassen. |                                                                         |
| -        | 917      | Mehl.                                                                                               | Kaliumiodat | Keine E-Nummer, in der EU und der Schweiz nicht zugelassen. |                                                                         |
| -        | 918      | Mehl.                                                                                               | Stickstoffoxide | Keine E-Nummer, in der EU und der Schweiz nicht zugelassen. |                                                                         |
| -        | 919      | Mehl.                                                                                               | Nitrosylchlorid | Keine E-Nummer, in der EU und der Schweiz nicht zugelassen. |                                                                         |
| E 920    | 920      | Mehl., GV                                                                                           | L-Cystein, Cysteinhydrochlorid | Mehlbehandlungsmittel. L-Cystein macht Teige elastischer und leichter knetbar. Die Aminosäure verbessert darüber hinaus die Fähigkeit von Teigen, Gas zu halten und sorgt so dafür, dass luftiges Gebäck seine Konsistenz lange hält. | nicht festgelegt                                                        |
| -        | 921      | Mehl.                                                                                               | Cystin, Cystinhydrochlorid | Natürliche Aminosäure, verändert wie E 920 die Klebereigenschaften. | –                                                                       |
| -        | 922      | Mehl.                                                                                               | Natriumpersulfat | Keine E-Nummer, in der EU und der Schweiz nicht zugelassen. |                                                                         |
| -        | 923      | Mehl.                                                                                               | Ammoniumpersulfat | Keine E-Nummer, in der EU und der Schweiz nicht zugelassen. |                                                                         |
| -        | 924      | Mehl.                                                                                               | Kaliumbromat | Keine E-Nummer, in der EU und der Schweiz nicht zugelassen. In der FAO Liste nicht mehr geführt. |                                                                         |
| -        | 925      | Mehl.                                                                                               | Chlor | Keine E-Nummer, in der EU und der Schweiz nicht zugelassen. |                                                                         |
| -        | 926      | Kons., Mehl.                                                                                        | Chlordioxid | Keine E-Nummer, in der EU und der Schweiz nicht zugelassen. | –                                                                       |
| -        | 927a     | Mehl.                                                                                               | Azodicarbonamid | Keine E-Nummer, in der EU und der Schweiz nicht zugelassen. |                                                                         |
| E 927b   | 927b     | Mehl.                                                                                               | Carbamid | Ausschließlich zugelassen für Kaugummi ohne Zuckerzusatz. Wird eingesetzt, um den Geschmack abzurunden und Kaueigenschaften zu verbessern. | nicht festgelegt                                                        |
| -        | 928      | Bleich., Mehl., Kons.                                                                               | Benzoylperoxid | Keine E-Nummer, in der EU und der Schweiz nicht zugelassen. |                                                                         |
| -        | 929      | Mehl.                                                                                               | Acetonperoxid | Keine E-Nummer, in der EU und der Schweiz nicht zugelassen. |                                                                         |
| -        | 930      | Mehl.                                                                                               | Calciumperoxid | Keine E-Nummer, in der EU und der Schweiz nicht zugelassen. |                                                                         |
| E 938    | -        | T-Gas                                                                                               | Argon | Treibgase, Schutz- und Packgase. Gase werden in die Verpackung besonders sensibler Lebensmittel geblasen, um dort den Sauerstoff zu verdrängen. Auf diese Weise werden sauerstoffbedingte Abbauprozesse, wie der Verlust von Farben, Aromen oder Strukturen, gehemmt. Sauerstoffabhängige Bakterien können in dieser Atmosphäre ebenfalls nicht wachsen. So verpackte Lebensmittel tragen die Aufschrift „Unter Schutzatmosphäre verpackt“. Treibgase werden zur Schaumbildung und als Extraktionslösemittel eingesetzt. Butan ist ausschließlich für gewerblich verwendete Backsprays aus Pflanzenöl zugelassen. Sauerstoff dient beispielsweise dazu, die rote Farbe von Fleisch zu stabilisieren und das Wachstum anaerober Mikroorganismen zu hemmen. Dichlordifluormethan, Chlorpentafluorethan und Octafluorcyclobutan haben keine E-Nummern und sind in der EU und der Schweiz nicht zugelassen. | nicht festgelegt                                                        |
| E 939    | -        | T-Gas                                                                                               | Helium | Treibgase, Schutz- und Packgase. Gase werden in die Verpackung besonders sensibler Lebensmittel geblasen, um dort den Sauerstoff zu verdrängen. Auf diese Weise werden sauerstoffbedingte Abbauprozesse, wie der Verlust von Farben, Aromen oder Strukturen, gehemmt. Sauerstoffabhängige Bakterien können in dieser Atmosphäre ebenfalls nicht wachsen. So verpackte Lebensmittel tragen die Aufschrift „Unter Schutzatmosphäre verpackt“. Treibgase werden zur Schaumbildung und als Extraktionslösemittel eingesetzt. Butan ist ausschließlich für gewerblich verwendete Backsprays aus Pflanzenöl zugelassen. Sauerstoff dient beispielsweise dazu, die rote Farbe von Fleisch zu stabilisieren und das Wachstum anaerober Mikroorganismen zu hemmen. Dichlordifluormethan, Chlorpentafluorethan und Octafluorcyclobutan haben keine E-Nummern und sind in der EU und der Schweiz nicht zugelassen. | nicht festgelegt                                                        |
| -        | 940      | P-Gas, Sch-Mit., T-Gas                                                                              | Dichlordifluormethan | Treibgase, Schutz- und Packgase. Gase werden in die Verpackung besonders sensibler Lebensmittel geblasen, um dort den Sauerstoff zu verdrängen. Auf diese Weise werden sauerstoffbedingte Abbauprozesse, wie der Verlust von Farben, Aromen oder Strukturen, gehemmt. Sauerstoffabhängige Bakterien können in dieser Atmosphäre ebenfalls nicht wachsen. So verpackte Lebensmittel tragen die Aufschrift „Unter Schutzatmosphäre verpackt“. Treibgase werden zur Schaumbildung und als Extraktionslösemittel eingesetzt. Butan ist ausschließlich für gewerblich verwendete Backsprays aus Pflanzenöl zugelassen. Sauerstoff dient beispielsweise dazu, die rote Farbe von Fleisch zu stabilisieren und das Wachstum anaerober Mikroorganismen zu hemmen. Dichlordifluormethan, Chlorpentafluorethan und Octafluorcyclobutan haben keine E-Nummern und sind in der EU und der Schweiz nicht zugelassen. | nicht festgelegt                                                        |
| E 941    | 941      | P-Gas, Sch-Mit., T-Gas                                                                              | Stickstoff | Treibgase, Schutz- und Packgase. Gase werden in die Verpackung besonders sensibler Lebensmittel geblasen, um dort den Sauerstoff zu verdrängen. Auf diese Weise werden sauerstoffbedingte Abbauprozesse, wie der Verlust von Farben, Aromen oder Strukturen, gehemmt. Sauerstoffabhängige Bakterien können in dieser Atmosphäre ebenfalls nicht wachsen. So verpackte Lebensmittel tragen die Aufschrift „Unter Schutzatmosphäre verpackt“. Treibgase werden zur Schaumbildung und als Extraktionslösemittel eingesetzt. Butan ist ausschließlich für gewerblich verwendete Backsprays aus Pflanzenöl zugelassen. Sauerstoff dient beispielsweise dazu, die rote Farbe von Fleisch zu stabilisieren und das Wachstum anaerober Mikroorganismen zu hemmen. Dichlordifluormethan, Chlorpentafluorethan und Octafluorcyclobutan haben keine E-Nummern und sind in der EU und der Schweiz nicht zugelassen. | nicht festgelegt                                                        |
| E 942    | 942      | Anti., P-Gas, Sch-Mit., T-Gas                                                                       | Distickstoffmonoxid | Treibgase, Schutz- und Packgase. Gase werden in die Verpackung besonders sensibler Lebensmittel geblasen, um dort den Sauerstoff zu verdrängen. Auf diese Weise werden sauerstoffbedingte Abbauprozesse, wie der Verlust von Farben, Aromen oder Strukturen, gehemmt. Sauerstoffabhängige Bakterien können in dieser Atmosphäre ebenfalls nicht wachsen. So verpackte Lebensmittel tragen die Aufschrift „Unter Schutzatmosphäre verpackt“. Treibgase werden zur Schaumbildung und als Extraktionslösemittel eingesetzt. Butan ist ausschließlich für gewerblich verwendete Backsprays aus Pflanzenöl zugelassen. Sauerstoff dient beispielsweise dazu, die rote Farbe von Fleisch zu stabilisieren und das Wachstum anaerober Mikroorganismen zu hemmen. Dichlordifluormethan, Chlorpentafluorethan und Octafluorcyclobutan haben keine E-Nummern und sind in der EU und der Schweiz nicht zugelassen. | nicht festgelegt                                                        |
| E 943a   | 943a     | T-Gas                                                                                               | Butan | Treibgase, Schutz- und Packgase. Gase werden in die Verpackung besonders sensibler Lebensmittel geblasen, um dort den Sauerstoff zu verdrängen. Auf diese Weise werden sauerstoffbedingte Abbauprozesse, wie der Verlust von Farben, Aromen oder Strukturen, gehemmt. Sauerstoffabhängige Bakterien können in dieser Atmosphäre ebenfalls nicht wachsen. So verpackte Lebensmittel tragen die Aufschrift „Unter Schutzatmosphäre verpackt“. Treibgase werden zur Schaumbildung und als Extraktionslösemittel eingesetzt. Butan ist ausschließlich für gewerblich verwendete Backsprays aus Pflanzenöl zugelassen. Sauerstoff dient beispielsweise dazu, die rote Farbe von Fleisch zu stabilisieren und das Wachstum anaerober Mikroorganismen zu hemmen. Dichlordifluormethan, Chlorpentafluorethan und Octafluorcyclobutan haben keine E-Nummern und sind in der EU und der Schweiz nicht zugelassen. | nicht festgelegt                                                        |
| E 943b   | 943b     | T-Gas                                                                                               | Isobutan | Treibgase, Schutz- und Packgase. Gase werden in die Verpackung besonders sensibler Lebensmittel geblasen, um dort den Sauerstoff zu verdrängen. Auf diese Weise werden sauerstoffbedingte Abbauprozesse, wie der Verlust von Farben, Aromen oder Strukturen, gehemmt. Sauerstoffabhängige Bakterien können in dieser Atmosphäre ebenfalls nicht wachsen. So verpackte Lebensmittel tragen die Aufschrift „Unter Schutzatmosphäre verpackt“. Treibgase werden zur Schaumbildung und als Extraktionslösemittel eingesetzt. Butan ist ausschließlich für gewerblich verwendete Backsprays aus Pflanzenöl zugelassen. Sauerstoff dient beispielsweise dazu, die rote Farbe von Fleisch zu stabilisieren und das Wachstum anaerober Mikroorganismen zu hemmen. Dichlordifluormethan, Chlorpentafluorethan und Octafluorcyclobutan haben keine E-Nummern und sind in der EU und der Schweiz nicht zugelassen. | nicht festgelegt                                                        |
| E 944    | 944      | T-Gas                                                                                               | Propan | Treibgase, Schutz- und Packgase. Gase werden in die Verpackung besonders sensibler Lebensmittel geblasen, um dort den Sauerstoff zu verdrängen. Auf diese Weise werden sauerstoffbedingte Abbauprozesse, wie der Verlust von Farben, Aromen oder Strukturen, gehemmt. Sauerstoffabhängige Bakterien können in dieser Atmosphäre ebenfalls nicht wachsen. So verpackte Lebensmittel tragen die Aufschrift „Unter Schutzatmosphäre verpackt“. Treibgase werden zur Schaumbildung und als Extraktionslösemittel eingesetzt. Butan ist ausschließlich für gewerblich verwendete Backsprays aus Pflanzenöl zugelassen. Sauerstoff dient beispielsweise dazu, die rote Farbe von Fleisch zu stabilisieren und das Wachstum anaerober Mikroorganismen zu hemmen. Dichlordifluormethan, Chlorpentafluorethan und Octafluorcyclobutan haben keine E-Nummern und sind in der EU und der Schweiz nicht zugelassen. | nicht festgelegt                                                        |
| -        | 945      | T-Gas                                                                                               | Chlorpentafluorethan | Treibgase, Schutz- und Packgase. Gase werden in die Verpackung besonders sensibler Lebensmittel geblasen, um dort den Sauerstoff zu verdrängen. Auf diese Weise werden sauerstoffbedingte Abbauprozesse, wie der Verlust von Farben, Aromen oder Strukturen, gehemmt. Sauerstoffabhängige Bakterien können in dieser Atmosphäre ebenfalls nicht wachsen. So verpackte Lebensmittel tragen die Aufschrift „Unter Schutzatmosphäre verpackt“. Treibgase werden zur Schaumbildung und als Extraktionslösemittel eingesetzt. Butan ist ausschließlich für gewerblich verwendete Backsprays aus Pflanzenöl zugelassen. Sauerstoff dient beispielsweise dazu, die rote Farbe von Fleisch zu stabilisieren und das Wachstum anaerober Mikroorganismen zu hemmen. Dichlordifluormethan, Chlorpentafluorethan und Octafluorcyclobutan haben keine E-Nummern und sind in der EU und der Schweiz nicht zugelassen. | nicht festgelegt                                                        |
| -        | 946      | T-Gas                                                                                               | Octafluorcyclobutan | Treibgase, Schutz- und Packgase. Gase werden in die Verpackung besonders sensibler Lebensmittel geblasen, um dort den Sauerstoff zu verdrängen. Auf diese Weise werden sauerstoffbedingte Abbauprozesse, wie der Verlust von Farben, Aromen oder Strukturen, gehemmt. Sauerstoffabhängige Bakterien können in dieser Atmosphäre ebenfalls nicht wachsen. So verpackte Lebensmittel tragen die Aufschrift „Unter Schutzatmosphäre verpackt“. Treibgase werden zur Schaumbildung und als Extraktionslösemittel eingesetzt. Butan ist ausschließlich für gewerblich verwendete Backsprays aus Pflanzenöl zugelassen. Sauerstoff dient beispielsweise dazu, die rote Farbe von Fleisch zu stabilisieren und das Wachstum anaerober Mikroorganismen zu hemmen. Dichlordifluormethan, Chlorpentafluorethan und Octafluorcyclobutan haben keine E-Nummern und sind in der EU und der Schweiz nicht zugelassen. | nicht festgelegt                                                        |
| E 948    | -        | P-Gas                                                                                               | Sauerstoff | Treibgase, Schutz- und Packgase. Gase werden in die Verpackung besonders sensibler Lebensmittel geblasen, um dort den Sauerstoff zu verdrängen. Auf diese Weise werden sauerstoffbedingte Abbauprozesse, wie der Verlust von Farben, Aromen oder Strukturen, gehemmt. Sauerstoffabhängige Bakterien können in dieser Atmosphäre ebenfalls nicht wachsen. So verpackte Lebensmittel tragen die Aufschrift „Unter Schutzatmosphäre verpackt“. Treibgase werden zur Schaumbildung und als Extraktionslösemittel eingesetzt. Butan ist ausschließlich für gewerblich verwendete Backsprays aus Pflanzenöl zugelassen. Sauerstoff dient beispielsweise dazu, die rote Farbe von Fleisch zu stabilisieren und das Wachstum anaerober Mikroorganismen zu hemmen. Dichlordifluormethan, Chlorpentafluorethan und Octafluorcyclobutan haben keine E-Nummern und sind in der EU und der Schweiz nicht zugelassen. | nicht festgelegt                                                        |
| E 949    | 949      | P-Gas                                                                                               | Wasserstoff | Treibgase, Schutz- und Packgase. Gase werden in die Verpackung besonders sensibler Lebensmittel geblasen, um dort den Sauerstoff zu verdrängen. Auf diese Weise werden sauerstoffbedingte Abbauprozesse, wie der Verlust von Farben, Aromen oder Strukturen, gehemmt. Sauerstoffabhängige Bakterien können in dieser Atmosphäre ebenfalls nicht wachsen. So verpackte Lebensmittel tragen die Aufschrift „Unter Schutzatmosphäre verpackt“. Treibgase werden zur Schaumbildung und als Extraktionslösemittel eingesetzt. Butan ist ausschließlich für gewerblich verwendete Backsprays aus Pflanzenöl zugelassen. Sauerstoff dient beispielsweise dazu, die rote Farbe von Fleisch zu stabilisieren und das Wachstum anaerober Mikroorganismen zu hemmen. Dichlordifluormethan, Chlorpentafluorethan und Octafluorcyclobutan haben keine E-Nummern und sind in der EU und der Schweiz nicht zugelassen. | nicht festgelegt                                                        |
| E 950    | 950      | GV, Su                                                                                              | Acesulfam K | Süßstoff. Acesulfam-K wird vor allem in zuckerreduzierten Lebensmitteln einzeln oder in Kombination mit Aspartam (E951) bzw. anderen Süßstoffen eingesetzt. | 15                                                                      |
| E 951    | 951      | GV, Süßm.                                                                                           | Aspartam | Süßstoff, etwa 200-mal süßer als Haushaltszucker (Saccharose), verliert die Süßkraft jedoch bei großer Hitze und in Gegenwart von Säuren. Aspartam ist daher nicht zum Kochen und Backen geeignet. | 40                                                                      |
| E 952    | 952      | Süßm.                                                                                               | Cyclamat i) Cyclohexansulfamidsäure ii) Calciumcyclamat iii) Natriumcyclamat | Süßstoffe. Cyclamate verstärken die Wirkung anderer Süßstoffe und Zuckeraustauschstoffe und werden daher oft in Mischungen eingesetzt. | 7                                                                       |
| E 953    | 953      | Füll., Stab., Süßm., Trenn., Über., Verd.                                                           | Isomalt | Zuckeralkohol der Saccharose, Zuckeraustauschstoff. Isomalt ist ein Gemisch aus zwei Stoffen und hat etwa die halbe Süßkraft des Zuckers. Wird ohne Insulin verstoffwechselt und eignet sich daher für Diabetikerlebensmittel. | nicht festgelegt                                                        |
| E 954    | 954      | Süßm.                                                                                               | Saccharin Saccharin-Natrium Saccharin-Calcium Saccharin-Kalium | Süßstoffe. Ihre Süßkraft ist etwa 450–550-mal so groß wie die des Zuckers (Saccharose), haben jedoch einen bitteren bis metallischen Beigeschmack. | 5                                                                       |
| E 955    | 955      | GV, Süßm.                                                                                           | Sucralose | Künstlicher Süßstoff. Die weißen, leicht wasserlöslichen Kristalle haben eine Süßkraft, die etwa 600-mal stärker ist als die des Zuckers. | 15                                                                      |
| -        | 956      | Süßm.                                                                                               | Alitam | Keine E-Nummer, in der EU und der Schweiz nicht zugelassen. |                                                                         |
| E 957    | 957      | GV, Süßm.                                                                                           | Thaumatin | Natürlicher Süßstoff und Geschmacksverstärker. Thaumatin ist ein Gemisch aus verschiedenen Eiweißen, das natürlicher Bestandteil des westafrikanischen Katemfe-Strauches (Thaumatococcus daniellii) ist. Die Süße des Thaumatins ist etwa 2500-mal stärker als die des Zuckers. | nicht festgelegt                                                        |
| -        | 958      | GV, Süßm.                                                                                           | Glycyrrhizin | Keine E-Nummer, in der EU und der Schweiz nicht zugelassen. |                                                                         |
| E 959    | 959      | Süßm.                                                                                               | Neohesperidin-Dihydrochalkon | Natürlicher Süßstoff. Neohesperidin-Dihydrochalkon ist ein Abkömmling eines bitter schmeckenden Stoffes aus der Gruppe der Flavonone, der in Zitrusfrüchten vorkommt. | 5                                                                       |
| E 960a   | 960a     | Süßm.                                                                                               | Steviolglykoside aus Stevia | Der Süßstoff wird als natürlicher Extrakt aus den Blättern der Pflanze Stevia rebaudiana gewonnen und ist mit einem Mindestgehalt von 95 % zugelassen. | 4                                                                       |
| -        | 960b     | Süßm.                                                                                               | Steviolglykoside, durch Fermentation hergestellt | |                                                                         |
| E 960c   | -        | Süßm.                                                                                               | Steviolglykoside, Enzymatisch hergestellt | |                                                                         |
| E 961    | 961      | GV, Süßm.                                                                                           | Neotam | Neotam ist ein extrem starkes Süßungsmittel, dessen Süßkraft 7.000–13.000-mal größer ist als die von Saccharose. Verwendung in nichtalkoholischen Getränken, Süßspeisen und Süßwaren. | 2                                                                       |
| E 962    | 962      | Süßm.                                                                                               | Aspartam-Acesulfam-Salz | Süßstoff, Verbindung von E 950 mit E 951. Die Süßkraft des Salzes ist etwa 350-mal größer als die des Haushaltszuckers und damit auch größer als eine einfache Mischung beider Süßstoffe. | 15–40                                                                   |
| E 964    | 964      | Süßm.                                                                                               | Polyglycitolsirup | EU: Nicht zugelassen Schweiz: Zugelassen |                                                                         |
| E 965    | 965      | Emul., Feucht., Füll., Stab., Süßm., Verd.                                                          | Maltit Maltitsirup | Zuckeralkohol der Maltose, Zuckeraustauschstoff. Reines Maltit wird ohne Insulin verstoffwechselt und eignet sich daher für Diabetikerlebensmittel. Maltit-Sirup enthält neben 50–77 % Maltit auch Glucose und kurzkettige Mehrfachzucker. Maltit-Sirup kommt daher für Diabetiker-Lebensmittel nicht in Frage. | nicht festgelegt                                                        |
| E 966    | 966      | Emul., Füll., Süßm., Verd.                                                                          | Lactitol | Zuckeralkohol der Lactose, Zuckeraustauschstoff. Wird ohne Insulin verstoffwechselt und eignet sich daher für Diabetikerlebensmittel. | nicht festgelegt                                                        |
| E 967    | 977      | Emul., Feucht., Stab., Süßm., Verd.                                                                 | Xylitol | Zuckeralkohol der Xylose. Als einziger Zuckeraustauschstoff ist Xylit auch bei Stoffwechseldefekten gut verträglich. Wird ohne Insulin verstoffwechselt und eignet sich daher für Diabetikerlebensmittel. | nicht festgelegt                                                        |
| E 968    | 968      | GV, Fest., Feucht., Stab., Süßm., Trä-St.                                                           | Erythrit | Zuckeralkohol der Erythrose, Zuckeraustauschstoff. Wird als Geschmacksverstärker, Trägerstoff, Feuchthaltemittel, Stabilisator, Verdickungsmittel, Füllstoff und Komplexbildner eingesetzt. | nicht festgelegt                                                        |
| E 969    | 969      | GV, Süßm.                                                                                           | Advantam | Advantam ist ein extrem starkes Süßungsmittel, dessen Süßkraft bis zu 37.000-mal größer ist als die von Saccharose. | 5                                                                       |
| E 999    | 999      | Emul., Sch-Mit., Stab.                                                                              | Quillajaextrakt | Schaummittel, Stabilisator. Quillajaextrakt ist ausschließlich zugelassen für nichtalkoholische aromatisierte Getränke auf der Basis von Wasser sowie Cider. | 5                                                                       |
| -        | 1000     | Emul.                                                                                               | Cholsäure | Keine E-Nummer, in der EU und der Schweiz nicht zugelassen. |                                                                         |
| -        | 1001     | Emul.                                                                                               | Cholinsalze und -ester (G): i) Cholinacetat, ii) Cholincarbonat, iii) Cholinchlorid, iv) Cholincitrat, v) Cholintatrat, vi) Cholinlactat                                                                | Keine E-Nummer, in der EU und der Schweiz nicht zugelassen. |                                                                         |
| -        | 1100     | Mehl.                                                                                               | Amylase | Keine E-Nummer, in der EU und der Schweiz nicht zugelassen. |                                                                         |
| -        | 1101     | Mehl.                                                                                               | Protease | Keine E-Nummer, in der EU und der Schweiz nicht zugelassen. |                                                                         |
| -        | 1102     | Ant.                                                                                                | Glucose-Oxidase | Keine E-Nummer, in der EU und der Schweiz nicht zugelassen. |                                                                         |
| E 1103   | 1103     | Feucht., Stab.                                                                                      | Invertase | Feuchthaltemittel. Invertase wird eingesetzt, um Süßwaren bzw. ihre Füllungen weich zu halten oder gezielt zu verflüssigen. | nicht festgelegt                                                        |
| -        | 1104     | GV                                                                                                  | Lipase | Keine E-Nummer, in der EU und der Schweiz nicht zugelassen. |                                                                         |
| E 1105   | 1105     | Kons.                                                                                               | Lysozym | Das Enzym Lysozym wirkt gegen bestimmte Mikroorganismen, indem es ein Eiweiß (das Murein) in ihren Zellwänden zerstört. EU: Nicht zugelassen, Schweiz: Zugelassen. | nicht festgelegt                                                        |
| E 1200   | 1200     | Feucht., Füll., Stab., Über., Verd.                                                                 | Polydextrose | Feuchthaltemittel, Füllstoff. Verleiht in Kombination mit Süßstoffen in energiereduzierten Lebensmitteln bei wenig Energie Volumen und Struktur. | nicht festgelegt                                                        |
| E 1201   | 1201     | Emul., Stab., Trenn., Über., Verd.                                                                  | Polyvinylpyrrolidon | PVP und PVPP sind ausschließlich für Nahrungsergänzungsmittel, die in Form von Tabletten oder Dragees angeboten werden, zugelassen. | nicht festgelegt                                                        |
| E 1202   | 1202     | Farb-St.,Mehl., Stab.                                                                               | Polyvinylpolypyrrolidon | PVP und PVPP sind ausschließlich für Nahrungsergänzungsmittel, die in Form von Tabletten oder Dragees angeboten werden, zugelassen. | nicht festgelegt                                                        |
| E 1203   | 1203     | Über., Verd.                                                                                        | Polyvinylalkohol | Polyvinylalkohol ist als Überzugsmittel ausschließlich für Nahrungsergänzungsmittel zugelassen. | nicht festgelegt                                                        |
| E 1204   | 1204     | Über., Verd.                                                                                        | Pullulan | Pullulan wird im Überzug von Nahrungsergänzungsmitteln in Form von Kapseln, Tabletten oder Dragees eingesetzt. Auch in Atemerfrischern in Gestalt von dünnen Blättchen findet der Zusatzstoff Verwendung. | nicht festgelegt                                                        |
| E 1205   | 1205     | Trä-St., Über.                                                                                      | Basisches Methacrylat-Copolymer | |                                                                         |
| E 1206   | 1206     | Über.                                                                                               | Neutrales Methacrylat-Copolymer | |                                                                         |
| E 1207   | 1207     | Über.                                                                                               | Anionisches Methacrylat-Copolymer | |                                                                         |
| E 1208   | 1208     | Über.                                                                                               | Polyvinylpyrrolidon-Vinylacetat-Copolymer | |                                                                         |
| E 1209   | 1209     | Stab., Über.                                                                                        | Polyvinylalkohol-polyethylenglycol-Propfcopolymer | |                                                                         |
| -        | 1210     | Stab.                                                                                               | Natriumpolyacrylat | Keine E-Nummer, in der EU und der Schweiz nicht zugelassen. |                                                                         |
| -        | 1400     | Emul., Stab., Trä-St., Verd.                                                                        | Dextrin, geröstete Stärke | Keine E-Nummer, in der EU und der Schweiz nicht zugelassen. |                                                                         |
| -        | 1401     | Emul., Stab., Verd.                                                                                 | Stärke, säurebehandelt | Keine E-Nummer, in der EU und der Schweiz nicht zugelassen. |                                                                         |
| -        | 1402     | Emul., Stab., Verd.                                                                                 | Stärke, alkalisch behandelt | Keine E-Nummer, in der EU und der Schweiz nicht zugelassen. |                                                                         |
| -        | 1403     | Emul., Stab., Verd.                                                                                 | gebleichte Stärke | Keine E-Nummer, in der EU und der Schweiz nicht zugelassen. |                                                                         |
| E 1404   | 1404     | Emul., Stab., Verd.                                                                                 | Oxidierte Stärke | Chemisch modifizierte Stärken. Bilden zähe Massen aus (Verkleisterung). Modifizierte Stärken erzeugen im Mund ein cremiges Gefühl und werden daher oft als Ersatzstoff für Fett eingesetzt. | nicht festgelegt                                                        |
| E 1410   | 1410     | Emul., Stab., Verd.                                                                                 | Monostärkephosphat | Chemisch modifizierte Stärken. Bilden zähe Massen aus (Verkleisterung). Modifizierte Stärken erzeugen im Mund ein cremiges Gefühl und werden daher oft als Ersatzstoff für Fett eingesetzt. | nicht festgelegt                                                        |
| E 1412   | 1412     | Emul., Stab., Verd.                                                                                 | Distärkephosphat | Chemisch modifizierte Stärken. Bilden zähe Massen aus (Verkleisterung). Modifizierte Stärken erzeugen im Mund ein cremiges Gefühl und werden daher oft als Ersatzstoff für Fett eingesetzt. | nicht festgelegt                                                        |
| E 1413   | 1413     | Emul., Stab., Verd.                                                                                 | Phosphatiertes Distärkephosphat | Chemisch modifizierte Stärken. Bilden zähe Massen aus (Verkleisterung). Modifizierte Stärken erzeugen im Mund ein cremiges Gefühl und werden daher oft als Ersatzstoff für Fett eingesetzt. | nicht festgelegt                                                        |
| E 1414   | 1414     | Emul., Stab., Verd.                                                                                 | Acetyliertes Distärkephosphat | Chemisch modifizierte Stärken. Bilden zähe Massen aus (Verkleisterung). Modifizierte Stärken erzeugen im Mund ein cremiges Gefühl und werden daher oft als Ersatzstoff für Fett eingesetzt. | nicht festgelegt                                                        |
| E 1420   | 1420     | Emul., Stab., Verd.                                                                                 | Acetylierte Stärke | Chemisch modifizierte Stärken. Bilden zähe Massen aus (Verkleisterung). Modifizierte Stärken erzeugen im Mund ein cremiges Gefühl und werden daher oft als Ersatzstoff für Fett eingesetzt. | nicht festgelegt                                                        |
| E 1422   | 1422     | Emul., Stab., Verd.                                                                                 | Acetyliertes Distärkeadipat | Chemisch modifizierte Stärken. Bilden zähe Massen aus (Verkleisterung). Modifizierte Stärken erzeugen im Mund ein cremiges Gefühl und werden daher oft als Ersatzstoff für Fett eingesetzt. | nicht festgelegt                                                        |
| E 1440   | 1440     | Emul., Stab., Verd.                                                                                 | Hydroxypropylstärke | Chemisch modifizierte Stärken. Bilden zähe Massen aus (Verkleisterung). Modifizierte Stärken erzeugen im Mund ein cremiges Gefühl und werden daher oft als Ersatzstoff für Fett eingesetzt. | nicht festgelegt                                                        |
| E 1442   | 1422     | Emul., Stab., Trenn., Verd.                                                                         | Hydroxypropyldistärkephosphat | Chemisch modifizierte Stärken. Bilden zähe Massen aus (Verkleisterung). Modifizierte Stärken erzeugen im Mund ein cremiges Gefühl und werden daher oft als Ersatzstoff für Fett eingesetzt. | nicht festgelegt                                                        |
| E 1450   | 1450     | Emul., Stab., Verd.                                                                                 | Stärkenatriumoctenylsuccinat | Chemisch modifizierte Stärken. Bilden zähe Massen aus (Verkleisterung). Modifizierte Stärken erzeugen im Mund ein cremiges Gefühl und werden daher oft als Ersatzstoff für Fett eingesetzt. | nicht festgelegt                                                        |
| E 1451   | 1451     | Emul., Stab., Verd.                                                                                 | Acetylierte oxidierte Stärke | Chemisch modifizierte Stärken. Bilden zähe Massen aus (Verkleisterung). Modifizierte Stärken erzeugen im Mund ein cremiges Gefühl und werden daher oft als Ersatzstoff für Fett eingesetzt. | nicht festgelegt                                                        |
| E 1452   | 1452     | Trenn.,Trä-St., Stab.                                                                               | Stärkealuminiumoctenylsuccinat (SAOS) | SAOS wird als Trennmittel in eingekapselten Vitaminzubereitungen in Nahrungsergänzungsmitteln verwendet. Die Substanz ist wasserabweisend und verhindert die Verklumpung bei der Trocknung unter niedrigen Temperaturen. | nicht festgelegt                                                        |
| -        | 1503     | Emul., Trä-St., Trennm., Über.                                                                      | Rizinusöl | Keine E-Nummer, in der EU und der Schweiz nicht zugelassen. |                                                                         |
| -        | 1504     | Trä-St.                                                                                             | i) Cyclotetraglucose, ii) Cyclotetraglucose-Sirup | Keine E-Nummer, in der EU und der Schweiz nicht zugelassen. |                                                                         |
| E 1505   | 1505     | Emul., Kompl., Stab., Trä-St.                                                                       | Triethylcitrat | Ester der Citronensäure E 330. Mit Hilfe von Triethylcitrat werden unter anderem Aromen in Lebensmitteln verteilt. Triethylcitrat ist ausschließlich zugelassen für Eiklarpulver und Aromen. | 20                                                                      |
| E 1517   | 1517     | Trä-St.                                                                                             | Glycerindiacetat (Diacetin) | Trägerstoff. Glycerindiacetat ist ausschließlich für die Herstellung von Aromen zugelassen. | nicht festgelegt                                                        |
| E 1518   | 1518     | Emul., Feucht., Trä-St.                                                                             | Glycerintriacetat (Triacetin) | Ester des Glycerins E 422 mit Essigsäure E 260. Ausschließlich zugelassen für Kaugummi und Aromen. | nicht festgelegt                                                        |
| E 1519   | 1519     | Trä-St.                                                                                             | Benzylalkohol | Benzylalkohol ist ausschließlich für die Herstellung von Aromen zugelassen, die in den folgenden Lebensmitteln eingesetzt werden sollen: Liköre, aromatisierte weinhaltige Getränke, Cocktails, Süßigkeiten, Schokolade, Kuchen und Kekse. | 4                                                                       |
| E 1520   | 1520     | Feucht., Trä-St., Über., Verd.                                                                      | 1,2-Propandiol (Propylenglycol) | In Propylenglycol lassen sich viele andere Zusatzstoffe und Enzyme sehr gut lösen. Ausschließlich zugelassen für Kaugummi und Aromen. | 25                                                                      |
| E 1521   | 1521     | Emul., Sch-Ver., Trä-St., Über.                                                                     | Polyethylenglykol | Polyethylenglykol ist als Filmüberzugsmittel ausschließlich für Nahrungsergänzungsmittel zugelassen. | 5–10                                                                    |
| -        | 1522     | Trä-St.                                                                                             | Calciumligninsulfonat | Keine E-Nummer, in der EU und der Schweiz nicht zugelassen. |                                                                         |

Anmerkungen (A.)
1. 1 2  
Anti.=Antioxidationsmittel (Antioxidans), Back.=Backtriebmittel, Bleich.=Bleichmittel, Emul.=Emulgator, Farb.=Farbstoff/Lebensmittelfarbe, Farb-St.=Stabilisator/Farbstabilisator, Fest.=Festigungsmittel, Feucht.=Feuchthaltemittel, Füll.=Füllstoff, Gelm.=Geliermittel, GV=Geschmacksverstärker, Kompl. = Komplexbildner, Kons.=Konservierungsmittel, Mehl.=Mehlbehandlungsmittel, P-Gas=Packgas/Schutzgas, Säu.=Säure, Säuerungsmittel, Säu-Reg.=Säureregulator, Sch-Mit.=Schaummittel, Sch-Ver. = Schaumverhüter, S-Salz=Schmelzsalz, Stab.=Stabilisator, Süßm.=Süßungsmittel, T-Gas=Treibgas, Trä-St.=Trägerstoff, Trenn.=Trennmittel, Über.=Überzugsmittel, Verd.=Verdickungsmittel. Die Gruppen Mineralstoff (Min.) und Vitamin (Vit.) sind hier nur informativ zu sehen, da es für sie keine Funktionsklassen gibt und sie durch die Verordnung (EG) Nr. 1925/2006 geregelt werden.
2. ↑  
In der EU und in der Schweiz nicht mehr zugelassene Stoffe sind durchgestrichen und/oder mit einem entsprechenden Hinweis versehen.
3. ↑  
nicht festgelegt = dieser Ausdruck wird dann verwendet, wenn die verfügbaren toxikologischen, biochemischen und klinischen Daten darauf schließen lassen, dass die Gesamtaufnahme des Stoffes, die sich aus seinem natürlichen Vorhandensein und/oder seiner gegenwärtigen Verwendung(en) in Lebensmitteln in der für die Erreichung des gewünschten technologischen Effekts erforderlichen Menge keine Gefährdung der Gesundheit darstellt. Aus diesem Grund wird die Aufstellung eines numerischen Grenzwertes für den ADI als nicht erforderlich angesehen. Siehe Bericht über die Aufnahme von Lebensmittelzusatzstoffen in der EU, Anhang II bis V.
4. ↑  
E 150a, E 150b, E 150c und E 150d zusammen.
5. 1 2  
Summe von Weinsäure und alle Tartrate: E 334, E 335, E 336, E 337, E 354
6. 1 2  
Summe von Phosphorsäure und alle Phosphate: E 338, E 339, E 340, E 341, E 343, E 450, E 451, E 452
7. 1 2 3 4 5 6 7 8 9  
bezogen auf Aluminium: E 520, E 521, E 522, E 523, E 541, E 554, E 555, E 556, E 559 zusammen

## Stoffe ohne zugeordnete INS und E-Nummer
Diese Zusatzstoffe sind in der EU und der Schweiz für die Verwendung in Lebensmitteln nicht zugelassen.
| INS-Nr. | Stoff                                                  | Bemerkungen | ADI |
| ------- | ------------------------------------------------------ | --- | --- |
| –       | Aluminiumoxid                                          | Kaumasse für Kaugummi, Füllstoff.                                                                                              | –   |
| –       | Gutta                                                  | Kaumasse für Kaugummi, gereinigte Pflanzenexsudate (Gummen) vorwiegend von Chiclearten.                                        | –   |
| –       | Kautschuk                                              | Kaumasse für Kaugummi, gereinigte Pflanzenexsudate, vorwiegend von Hevea brasiliensis.                                         | –   |
| –       | Kolophonium                                            | Kaumasse für Kaugummi, der bei der Terpentinöldestillation zurückbleibende Teil des Kiefernharzes.                             | –   |
| –       | Mastix                                                 | Kaumasse für Kaugummi, Harz von Pistacia lentiscus L. (Sapindaceae).                                                           | –   |
| –       | Paraffinöl Hartparaffin, natürlich                     | Kaumasse für Kaugummi, Gemische gereinigter Kohlenwasserstoffe, die aus Erdöl, Braunkohle oder Schieferteeröl gewonnen werden. | –   |
| –       | Hartparaffin, synthetisch                              | Kaumasse für Kaugummi, synthetischer Kohlenwasserstoff.                                                                        | –   |
| –       | Mikrokristalline Wachse                                | Kaumasse für Kaugummi, Mikrowachse, Gemisch gereinigter Kohlenwasserstoffe aus Erdöl.                                          | –   |
| –       | Polyisobutylen                                         | Kaumasse für Kaugummi, synthetischer Kohlenwasserstoff.                                                                        | –   |
| –       | Styrol-Butadien-Kautschuk                              | Kaumasse für Kaugummi, synthetischer Kohlenwasserstoff.                                                                        | –   |
| –       | Butylkautschuk (auch Isobuten-Isopren-Kautschuk)       | Kaumasse für Kaugummi, synthetischer Kohlenwasserstoff.                                                                        | –   |
| –       | Polyethylen                                            | Kaumasse für Kaugummi, synthetischer Kohlenwasserstoff.                                                                        | –   |
| –       | Polyvinylester der unverzweigten Fettsäuren C2 bis C18 | Kaumasse für Kaugummi, synthetischer Kohlenwasserstoff.                                                                        | –   |
| –       | Aktivkohle                                             | zum Entfernen von unerwünschten Farbstoffen.                                                                                   | –   |
| –       | Wasserstoffperoxid                                     | Bleichmittel. | –   |
| –       | Monoammoniumorthophosphat Diammoniumorthophosphat      | Hefenährstoff in Wein und Obstwein.                                                                                            | –   |
| –       | Calciumphytat Calciummagnesiumphytat                   | Klärmittel für Getränke. | –   |
| –       | Kaliumpermanganat                                      | Bleichmittel für Stärke. |     |
| –       | Schwefel                                               | Konservierungsmittel in Wein.                                                                                                  | –   |
| –       | Natriumhypochlorit                                     | Bleichmittel, Desinfektionsmittel für Trinkwasser.                                                                             | –   |
| –       | Ethyllactat                                            | Trägerstoff für Aromen. | –   |